# Wismut Objekt 01
Das Objekt 01 war ein Gewinnungsobjekt und als selbständige Struktureinheit innerhalb der Wismut AG/SDAG direkt der Hauptverwaltung unterstellt. Es bearbeitete ein schon durch den historischen Bergbau mit Stolln, Schächten und Blindschächten erschlossenes, ca. 10 km² großes Grubenfeld im Raum Johanngeorgenstadt.
Die größte Teufe im Grubenfeld des Objektes 01 wurde mit 362 m NN auf der 180-Lachter-Sohle über den Blindschacht 157bis erreicht. Das entsprach, bezogen auf die Rasenhängebank des Zentralschachtes (Schacht 227), einer Teufe von 427 m und lag damit 40 m unter der tiefsten Sohle des Altbergbaus. Alle verwendeten Teufenangaben bezogen sich auf die Altbergbausohlen, die im Objekt 01 im Einfallen von Schacht 1 gemessen und in Lachtern angegeben wurden. Bezugspunkt war der Frisch-Glück-Stolln.
Die Wismut AG teufte zu den bereits bestehenden Schächten weitere 11 Schächte und 21 Blindschächte. Weiterhin wurden zu den nachgenutzten 18 Stolln noch weitere 11 Stolln aufgefahren. Bei Neuauffahrungen wurden die Teufenbezeichnungen des Altbergbaus übernommen. Die Gesamtgewinnung von Uran des Objektes 01 in der Lagerstätte Johanngeorgenstadt belief sich zwischen 1946 und 1958 auf 3770 Tonnen.

## Historischer Bergbau

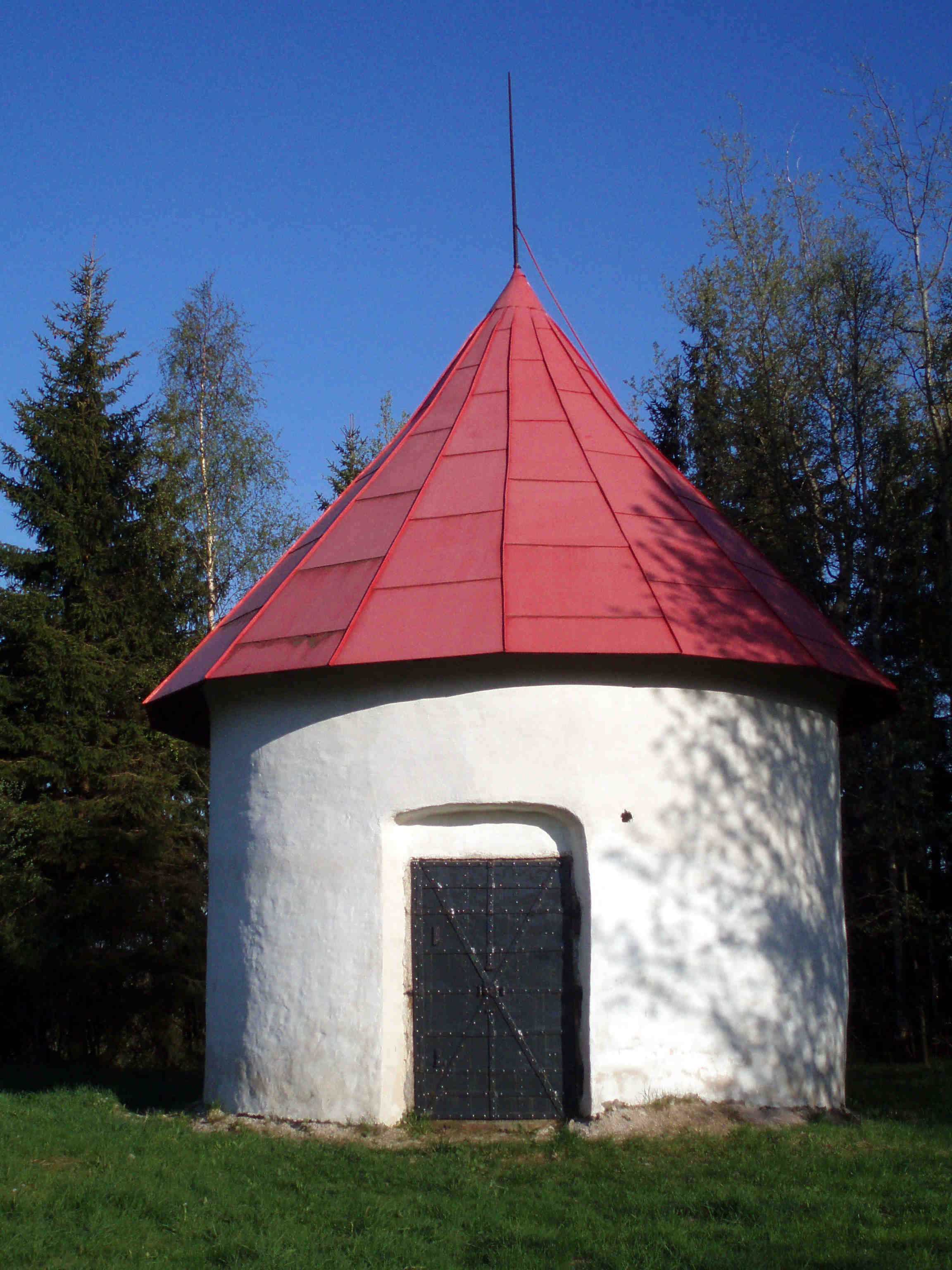
Pulverturm bei Johanngeorgenstadt

Der vollständige Verlauf der Johanngeorgenstädter Bergbauhistorie sowie deren komplexe Zusammenhänge sind bisher erst lückenhaft publiziert worden und bedürfen noch weiteren Nachforschungen.
Den Beginn der bergbaulichen Aktivitäten im Gebiet von Johanngeorgenstadt kann man auf Anfang des 14. Jahrhunderts zurückdatieren. Gesucht und gebaut wurde im Bereich Jugel auf Eisen und Zinn.
Nach der am 23. Februar 1654 durch den Kurfürsten Johann Georg I. von Sachsen erteilten Erlaubnis zur Stadtgründung erfolgte am 1. Mai 1654 die Grundsteinlegung durch böhmische Exulanten.
Bereits vor der Stadtgründung gab es auf dem Fastenberg Bergbau auf Zinn (belegt ist für das Jahr 1606 die Grube Zwei Brüder) und Silber (Grube St. Veith am Fastenberg; im Jahr 1651 gemutet).
Die erste Grube auf dem Fastenberg nach der Stadtgründung war die St.-Johannes-Fundgrube und wurde am 1. März 1654 auf Zinn gemutet.
Das erste Silber fand man in der Neujahr-Fundgrube, die Reminiscere 1662 auf dem Erzengel-Michael-Spat fündig wurde und 10 Mark sowie 11 Lot (ca. 2,5 kg) Silber lieferte.
Der Silberbergbau im Gebiet Johanngeorgenstadt blieb aber weit hinter dem anderer erzgebirgischer Städte zurück. Bis zum Jahr 1672 blieb die Neujahr-Fundgrube die einzige Silbergrube und lieferte in dieser Zeit nur 45,7 kg Silber. In den ersten fünfzig Jahren nach den Silberfunden auf der Neujahr-Fundgrube lieferten 14 Gruben gerade einmal 14,5 Tonnen Silber, wobei im Jahr 1716 mit 2,295 Tonnen Silber das höchste Ausbringen war.
Das beim Silberbergbau gefundene Kobalt wurde zwar frühzeitig mit abgebaut, spielte aber auf Grund der geringen Menge keine große Rolle. Zwischen 1730 und 1830 wurden ca. 740 Tonnen Kobalterz ausgebracht. Das höchste Ausbringen war im Jahr 1879 mit 28,5 Tonnen, das letzte Ausbringen im Jahr 1830 mit nur noch 257 kg Kobalterz.
Das geförderte Kobalterz musste zu festgelegten Preisen an die Blaufarbenwerke in Schlema geliefert werden. (Weil aber dieselbe nach Schneeberg zu denen blauen Farb-Werken müssen geliefert werden / und schlechte Zahlung davor fällt / kann man wenig Profit davon machen/ Engelschall S. 187)
Wismuterze wurden als Silberbringer angesehen, aber auch in geringem Umfang mit abgebaut. Von 1654 bis 1753 wurden ca. 5 Tonnen gediegenes Wismut gefördert. Ab 1829 stieg die Wismutproduktion an und erreichte 1839 mit 660 kg einen ersten Höhepunkt. Bis 1853 sank die Produktion dann auf 0. In den nächsten Jahren stieg die Produktion wieder an und erreichte im Jahr 1937 mit 14,67 Tonnen ihren absoluten Höhepunkt. Bis zur Einstellung des Wismutbergbaus im Jahr 1945 wurden ca. 250 Tonnen Wismut gefördert, wobei es ab 1914 das alleinige Fördererz im Revier war.

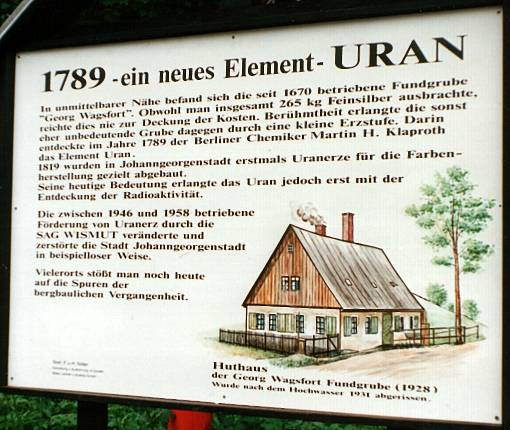
Gedenktafel zur Entdeckung des Elementes Uran nahe der ehemaligen Georg-Wagsfort-Fundgrube

Uranerz wurde erstmals 1767 von Franz Ludwig Cancrinus erwähnt. Es wurde in mehreren Gruben im Johanngeorgenstädter Revier gefunden. Am 24. September 1789 veröffentlichte Martin Heinrich Klaproth in Berlin die Entdeckung des Elementes Uran in einer Erzstufe aus dem Grubenfeld George Wagsfort.
Der erste Nachweis über die Förderung von Uranerzen stammt aus dem Jahr 1819. Es handelte sich um 30 Pfund (ca. 14 kg), die in der Gottes-Segen-Fundgrube gefördert wurden. Die Gesamtfördermenge im Revier belief sich bis 1945 auf ca. 28 Tonnen Uranerz mit einem Metallinhalt von ca. 4,4 Tonnen.
Als erster großer revierübergreifender Stolln wurde im Jahr 1663 der Gnade-Gottes-Stolln bei 681,60 m über NN angeschlagen. Er brachte Saigerteufen zwischen 126 m an der Grube Neu Leipziger Glück, 135 m am Schaarschacht und 139 m im Bereich der Fundgrube Hoh Neujahr in das Revier ein. Als zweiter großer Revierstolln wurde im Jahr 1672 St.-Georg(en)-Stolln bei 679,12 m über NN angeschlagen. Beide Stolln liegen am vorderen Fastenberg, wie z. B. auch der Frisch-Glück-Stolln (1671) und der Gottes-Segen-Stolln (1679).
Weitere wichtige Stolln im Revier waren der Adolphus-Stolln (1707), Elias-Stolln (1708), Eleonora-Stolln (1715) und Aaron-Stolln (1716) am Mittleren Fastenberg sowie Gegenglück-Stolln (1694) im Lehmergrund und der Einigkeiter-Stolln (1679) am Schwarzwasser.
Mit dem Rückgang der Silberförderung ab dem Jahr 1720 erlebte der Johanngeorgenstädter Bergbau einen starken Niedergang. Die Belegschaft ging von ca. 900 Beschäftigten im Jahr 1718 auf 340 Beschäftigte im Jahr 1770 zurück. Um den Bergbau weiterhin am Leben zu erhalten, wurde er durch die 1767 gegründete Churfürstliche Bergbaukasse mit 900 bis 1350 Talern pro Jahr unterstützt.
Die Suche nach neuen Erzgängen wurde intensiviert und tiefere Sohlen aufgefahren.
Der im Frisch-Glück-Stolln (697 m über NN) geteufte Frisch-Glück-Kunst-und-Treibeschacht erreichte im Jahr 1777 die 95-Lachter-Sohle (527 m über NN) und 1791 die 140-Lachter-Sohle (448 m über NN). Die Teufe wurde bei 409 m über NN eingestellt. Die Auffahrungen trafen nur einen erzleeren Gang an. Daraufhin wurden die Untersuchungen eingestellt und im Jahr 1798 der Frisch-Glück-Kunst-und-Treibeschacht unterhalb der bei 481 m über NN angeschlagenen 120-Lachter-Sohle aufgegeben. Nachdem die Aussichtslosigkeit des Unternehmens klar wurde, gab man im Jahr 1812 auch die Sohlen unterhalb des St.-Georg(en)-Stollns, dem tiefsten wasserlösenden Stolln im Revier, auf.
Oberberghauptmann Siegmund August Wolfgang Freiherr von Herder trieb ab 1834 ein Tiefbauprojekt voran, welches wahrscheinlich schon im Jahr 1774 vom Generalbergkommissar und Geheimen Rat Friedrich Anton von Heynitz unter dem Namen Orcus erarbeitet wurde. Das zur Projektverwirklichung benötigte große Grubenfeld wurde im Jahr 1838 mit der Vereinigung gutachterlich ausgewählter Gruben am Fastenberg geschaffen. Dazu wurden die teilweise schon miteinander vereinigten Gruben Frischglück samt Neujahr und George-Wagsfort-Erbstolln, Gnade-Gottes-Fundgrube samt Neujahrs Maaßen und Römisch Adler gemeinschaftlich Feld, Gottes-Segen-Erbstolln samt St.-Georg-Fundgrube, Hohneujahr samt Unverhofft-Glück-Fundgrube, Neu-Leipziger-Glück-Fundgrube, Gotthelf Schaller samt Silberkammer und Herrmann-Fundgrube zu dem Vereinigt Feld im Fastenberge zusammengefasst.
Die Gruben Treue-Freundschaft-Fundgrube, Wildermann-Fundgrube, Adolphus-Fundgrube und Gewerken-Hoffnung-Fundgrube blieben vorerst als eigenständige Gruben erhalten.
Kernpunkt des Tiefbauprojektes war die Aufwältigung des Frisch-Glück-Schachtes, die im Jahr 1844 begann. Das Schachttiefste des bestehenden Schachtes wurde im Jahr 1862 bei 409,00 m über NN erreicht und der Schacht weiter geteuft. Im Jahr 1863 wurde die 160-Lachter-Sohle (397 m über NN) angeschlagen und 1867 erreichte man bei 374 m über NN den unterlagernden Granit, worauf nach 2 Lachter weiterer Teufe im Granit das Abteufen eingestellt wurde.
Zur weiteren Untersuchung des Grubenfeldes wurde in der 78-Lachter-Sohle der Schaarschacht (1852) und querschlägig das Grubenfeld Gottes Segen (1860) angefahren. Der Schaarschacht wurde als zweiter Förderschacht bis zur 95-Lachter-Sohle weiter geteuft, welche er 1857 erreichte.
Zur Erweiterung des Grubenfeldes erwarb man im Jahr 1859 zusätzlich die an der Grenze in Böhmen gelegenen Grubenfelder Maria Magdalena, Glück mit Freuden und Rosenhof. Der hier auf dem Gegentrum des Frisch-Glück-Spates und weiteren Erzgängen umgegangene Bergbau war im Jahr 1826 eingestellt worden. Zur Erschließung und Entwässerung dieser Gruben musste der Einigkeiter-Stolln aufgewältigt werden. Zusätzlich wurden in Richtung dieses Grubenfeldes aus dem Frisch-Glück-Kunst-und-Treibeschacht Strecken zur weiteren Untersuchung auf der 18-, 60- und 78-Lachter-Sohle aufgefahren.
Auch dieser zweite Tiefbauversuch brachte keinen Erfolg und bestätigte die Unbauwürdigkeit des Frisch-Glück-Spats in den tieferen Sohlen. Das Revier wurde dennoch weiterhin über den Frisch-Glück-Kunst-und-Treibeschacht bis zur 60-Lachter-Sohle wasserfrei gehalten.

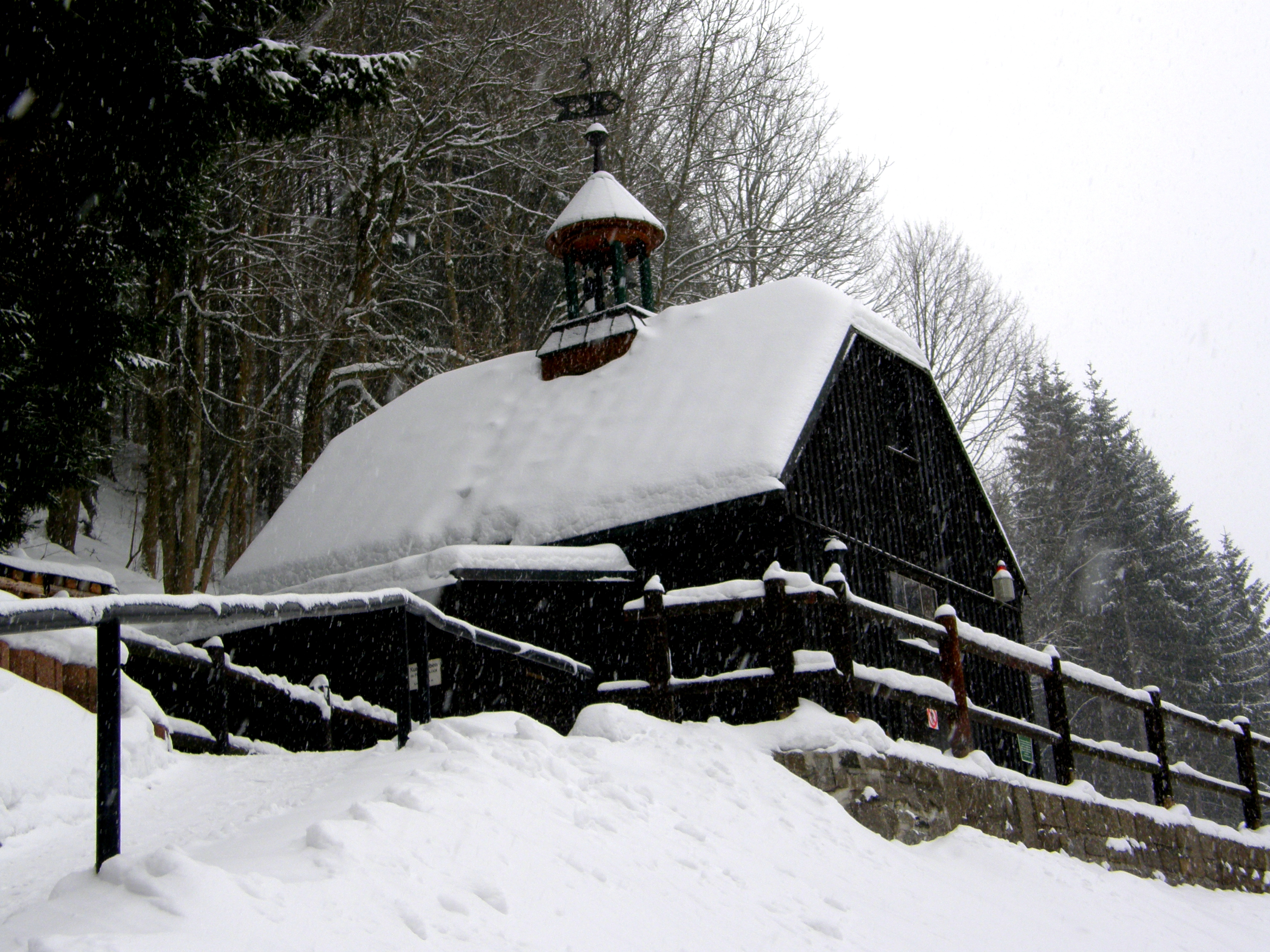
Kaue (Glöckl) des Frisch-Glück-Stollns

1892 nahm man die Arbeiten zur Aufwältigung des Schachtes auf und baute zur Sümpfung der Tiefbaue ein neues Kunstrad ein. Ziel dieser Arbeiten war die tiefe Auffahrung des Gottes-Segen-Spates zur Untersuchung auf Uranerze.
Nachdem der Schaarschacht wieder betriebsfähig hergestellt wurde, konnte man im Jahr 1895 mit der Aufnahme der Förderung von Bergemassen aus den Bereichen des wismuterzführenden Hohneujahr Morgengangs beginnen. Ebenso war der Neu Leipziger Glück Treibeschacht (der damalige Pferdegöpel) in Betrieb. Der Bergbau im böhmischen Feld wurde hingegen nach der Förderung von ca. 2 Tonnen Wismut im Jahr 1894 eingestellt. Hier erfolgten weiterhin nur noch Sicherungsarbeiten in den Schächten.
Der im Jahr 1896 um 60 Prozent gefallene Preis für Wismut führte zum Abbruch der Sümpfungsarbeiten und zur Entlassung von 55 Prozent der Belegschaft. In den Folgejahren ging der Bergbau nur noch auf den Sohlen oberhalb des St.-Georg-Stollns und der 26-Lachter-Sohle am Schaarschacht um. Erst im Jahr 1906 wurde die 60-Lachter-Sohle gesümpft.
Ab dem Jahr 1902 wurde Salzsäure zur Aufbereitung der Wismuterze eingesetzt. Dieses Verfahren ermöglichte es, auch ärmere Erze aufzubereiten.
Zur Stromerzeugung wurden im Jahr 1909 auf dem Gnade-Gottes-Stolln am Schaarschacht und im Jahr 1910 auf der St.-Georg-Stollnsohle am Frisch-Glück-Kunst- und -Treibeschacht Turbinen und Generatoren aufgebaut.
Ab dem Jahr 1910 wurde die Suche nach Uranerzen im Revier, unterstützt durch staatliche Fördermittel, die über den Johanngeorgenstädter Bergbegnadigungsfonds ausgezahlt wurden, intensiviert. Allein in diesem wurden 18.600 Mark aus dem Bergbegnadigungsfonds in Anspruch genommen. Zusätzlich flossen noch 10.100 Mark durch den Verkauf von Kuxen in die Kasse der Gewerkschaft Vereinigt Feld im Fastenberge.
Im August des Jahres 1911 wurde das Grubenfeld der Gewerken-Hoffnung-Fundgrube von der Gewerkschaft Vereinigt Feld im Fastenberge übernommen.
Im Jahr 1912 erreichte die im Jahr 1902 begonnene Aufwältigung des Frisch Glücker Kunst- und Treibeschachtes die 78-Lachter-Sohle. Ein Jahr später ging im Frisch-Glück-Kunst-und-Treibeschacht die zweitrümige elektrische Förderanlage in Betrieb.
Während des Ersten Weltkrieges wurden die Arbeiten zur Aufsuche von Uranerzen in den Tiefbauen eingestellt und erst im Jahr 1921 wieder aufgenommen. Die nach dem Krieg wieder aufgenommenen Aufwältigungsarbeiten im Frisch-Glück-Kunst-und-Treibeschacht erreichten die 95-Lachter-Sohle. Betrieben wurden diese Arbeiten durch das in Köln ansässige Stahlwerk Mark, welches die Uranabteilung im Jahr 1920 von der Gewerkschaft Vereinigt Feld im Fastenberge gepachtet hatte. Zur Uranabteilung gehörte das zentrale Grubenfeld mit George Wagsfort, Neujahr, Frisch Glück und Gottes Segen, dem Frisch-Glück-Kunstschacht und dem Schaarschacht. Zwischen 1910 und 1921 flossen ca. 148.500 Mark an Fördermittel in den Grubenbetrieb. Davon waren 89.600 Mark. zweckgebunden für die Erkundung von Uranerzen in diesem Revier.
Im Jahr 1922 übernahm die Gewerkschaft Vereinigt Feld im Fastenberge auch die Grubenfelder der Fundgruben Wildermann und Treue Freundschaft. Eigenständig blieb nur das Grubenfeld der Adolphus-Fundgrube, welche sich seit 1921 in der Betriebsfrist (Zeitspanne von zwei Jahren, in denen der Bergbau wieder aufgenommen werden muss) befand. Der Stolln der Adolphus-Fundgrube diente seit 1833 zur Wasserversorgung von Johanngeorgenstadt. Im Jahr 1922 erwarb die Stadt 85,5 der insgesamt 106 Kuxe der Adolphus-Fundgrube und 1930 die restlichen Anteile. Der Pachtvertrag über die Uranabteilung mit dem Stahlwerk Mark wurde 1922 ebenfalls aufgelöst.
Durch finanzielle Schwierigkeiten wurden in den Folgejahren die Arbeiten in der Wismutabteilung, aber auch in der Uranabteilung immer wieder eingestellt. Der 1923 auf der 95-Lachter-Sohle begonnene Querschlag erreichte erst im Jahr 1930 nach 236 m den zu untersuchenden Gottes-Segen-Spat. Der Preis für Wismut sank von 1923 bis 1932 um 87 Prozent und die Belegschaft ging von 46 auf 7 Beschäftigte zurück.
Zur Verbesserung der Förderung wurde im Jahr 1927 der Gnade-Gottes-Stolln auf einer Länge von 3,5 km mit stärkeren Schienen ausgerüstet und die Förderung mit Akkuloks aufgenommen, die bei einer Geschwindigkeit von 5 bis 10 km/h bis zu 5 Hunte mit einem Gesamtgewicht von 2,5 Tonnen ziehen konnten.
Nachdem aus Geldmangel nur noch Gewinnungsarbeiten durchgeführt wurden, konnten im Jahr 1929 vertraglich geregelte Vortriebs- und Abbauarbeiten nach der Bewilligung von 120.000 Mark Betriebskostenvorschuss durch staatliche Stellen wieder aufgenommen werden.
Am 11. Januar 1930 wurde die Gewerkschaft Vereinigt Feld im Fastenberge in Konsolidierte Gewerkschaft Vereinigt Feld im Fastenberge umbenannt.
Die zur Neige gehenden Geldmittel und die wieder fallenden Wismutpreise zwangen Ende 1930 erneut zur drastischen Einschränkung des Grubenbetriebes und der Verringerung der Belegschaft von 38 auf 9 Angestellte.
Ein Hochwasser am 6. Juli 1931 führte zum Absaufen von Teilbereichen des Grubengebäudes, speziell in Bereichen des Frisch Glücker Kunst- und Treibeschachts. Da das Ausbringen stabil blieb, aber die Belegschaft kurzfristig auf 13 stieg, ist anzunehmen, dass die zusätzlichen Arbeitskräfte zu Aufräumungsarbeiten eingesetzt wurden.
Mit erneuter staatlicher Unterstützung und zusätzlichem Personal (22 Arbeiter im Jahr 1933) wurden die Untersuchungsarbeiten auf den oberen Sohlen wieder aufgenommen. Im Fokus der montangeologischen Planungen standen die bisher noch nicht abgebauten sowie neu aufzuschließenden Vorräte an Wismuterzen und später die Suche nach Pechblende im Gottes-Segen-Spat und Georg-Wagsfort-Spat.
Im Jahr 1934 wurden die Untersuchungsarbeiten intensiviert. In der Abteilung Wildermann wurde der hölzerne Förderturm des Neu-Engelsfreuden-Tageschachtes durch einen gemauerten Förderturm ersetzt und eine elektrische Turmfördermaschine eingebaut. Im Frisch-Glück-Kunst-und-Treibeschacht wurde mit der Sümpfung begonnen und die 95-Lachter-Sohle im Jahr 1935 erreicht. Der Schaarschacht und der Frisch-Glück-Kunst-und-Treibeschacht wurden neu ausgebaut und erhielten neue Schachtgebäude.
Im Herbst 1934 erhielt die Staatliche Lagerstättenforschungsstelle vom Sächsischen Oberbergamt den Auftrag zur Untersuchung der Wismut-, Kobalt-, Nickel- und Uranerzvorkommen im Erzgebirge. Im Rahmen dieser Untersuchungen erfolgte erstmals eine planmäßige Bemusterung des Reviers, um eine möglichst genaue Bewertung der Erzreserven zu bekommen. Die Bemusterung erfolgte mit Hilfe von Probenahmen aus den aufgeschlossenen Gängen.
Am 1. September 1934 wurden die Preise des deutschen Metallmarktes vom Weltmarkt abgekoppelt. Im Zeichen der Autarkiebestrebungen des Deutschen Reiches gewährte der Reichsbankpräsident Horace Greeley Hjalmar Schacht dem Johanngeorgenstädter Bergbau die Preissicherung für Wismut, welches das alleinige Fördererz war. Die Differenz zwischen den Gestehungskosten und dem Weltmarktpreis wurde in Form von Förderprämien gezahlt. Am 1. Oktober 1935 begann die Erzförderung.
Der Schaarschacht erhielt 1936 eine elektrische Fördermaschine.
Zur besseren Aufbereitung der Erze ging im August 1936 in Schneeberg am Schacht Weißer Hirsch eine Flotation in Betrieb. Da hier auch die Johanngeorgenstädter Erze aufbereitet wurden und es jetzt möglich war, auch extreme Armerze zu verarbeiten, stieg das Erzausbringen der Gruben stark an. Zwischen 1935 und 1943 wurden ca. 15.400 Tonnen Erz mit einem Gehalt von 0,53 Prozent Wismut gefördert.
Das Ziel des Deutschen Reiches bestand darin, möglichst alle förderfähigen Gruben in Betrieb zu halten. Daraufhin übernahm im Jahr 1937 die Konsolidierte Gewerkschaft Vereinigt Feld im Fastenberge die in der Nähe befindliche Himmelfahrt-Fundgrube und betrieb den Bergbau dort weiter.
Um auch im Grubenfeld der Adolphus-Fundgrube wieder Bergbau treiben zu können, verlängerte das Bergamt Freiberg die am 31. Dezember 1936 auslaufende Betriebsfrist für die Wasserversorgung der Stadt über diese Grube nicht mehr. Damit wollte man ermöglichen, dass die Adolphus-Fundgrube durch den Fall ins Bergfreie von der Konsolidierten Gewerkschaft Vereinigt Feld im Fastenberge übernommen werden konnte. Die daraufhin einsetzende Auseinandersetzung zwischen der Johanngeorgenstädter Verwaltung und dem Oberbergamt wurde bis Kriegsende nicht beendet.
Mit der Entdeckung der Kernspaltung (1938), der damit verbundenen Preissteigerung für Uran sowie der ab 1939 fehlenden Möglichkeit, sich Uran auf dem Weltmarkt zu beschaffen, waren auch die seit 1921 nicht mehr abgebauten Uranerze für die Atomforschung von wirtschaftlichem Interesse.
Ab April 1936 wurde auf der 78-Lachter-Sohle ein in nördlicher Richtung angesetzten Querschlage vorgetrieben. Mit diesem Querschlag wurde der Georg-Wagsfort-Spat und der Neugeboren Kindlein Flache Uranerz führend angefahren. Dieser Querschlag wurde im April 1939 bei einer Gesamtauffahrung von 451 m endgültig eingestellt. Der Neugeboren Kindlein Flache wurde 1938 und der Georg-Wagsfort-Spat 1939 streichend untersucht. Die Gangmächtigkeiten betrugen 1–2 cm (max. 10 cm). Bei dieser Untersuchung wurden 500 kg Erz mit einem Inhalt von 38,9 kg U3O8 gewonnen.
Ab dem 1. April 1939 verpachtete die Johanngeorgenstädter Konsolidierte Gewerkschaft Vereinigt Feld im Fastenberge der Gewerkschaft Schneeberger Bergbau in Schneeberg-Neustädtel das gesamte Grubengebäude.
Mit dem Gesellschaftsbeschluss vom 22. September 1944 wurde die Konsolidierte Gewerkschaft Vereinigt Feld im Fastenberge rückwirkend zum 1. April 1944 mit fünf anderen landeseigenen Erzbergbaubetrieben zur Sachsenerz Bergwerks AG verschmolzen.
Zur Erweiterung der Vorratsbasis trat die Gewerkschaft ab März 1943 in Verhandlungen zum Kauf der Grubenfelder in Breitenbach ein. Ein am 17. November ausgefertigter Kaufvertrag trat nicht in Kraft, da bis zum 31. März 1945 ein am 9. September 1857 eingetragenes Grundpfandrecht nicht geklärt werden konnte.
Zum Ende des Zweiten Weltkrieges waren neben 64 Angestellten noch 11 Fremdarbeiter beschäftigt. Abgebaut wurden bis zu diesem Zeitpunkt im geringen Umfang Wismuterze. Die Vorräte waren jedoch weitestgehend erschöpft.
Da Johanngeorgenstadt vom Kriegsende bis zum 25. Juni 1945 zum besatzungslosen Gebiet gehörte, war auch die Verbindung zum Oberbergamt in Freiberg unterbrochen. Wegen der fehlenden Aussicht auf eine kurzfristige Wiederaufnahme des Bergbaus wurde ein Teil der Beschäftigten entlassen und die Anzahl der Beschäftigten sank auf 44 Angestellte im August 1945.
In einem am 4. Oktober 1945 von Oscar Walter Oelsner abgefassten Bericht beziffert er die im Revier vorhandene Uranerzmenge auf 80 bis 90 t U3O8.
Im Oktober 1945 wurden die noch vorhanden 200 Tonnen Wismuterz nach Schneeberg geliefert. Durch die autarke Versorgung des Reviers mit Elektroenergie konnte auch die Wasserhaltung aufrechterhalten werden. Nur in der Grubenabteilung Himmelfahrt war das nicht möglich, so dass das Grubengebäude bis zum Niveau Alfred-Erinnerungs-Stolln absoff.
Nach der Besetzung durch sowjetische Truppen wurden die Johanngeorgenstädter Gruben erstmals im Herbst 1945 durch eine sowjetische Kommission befahren, um die Lagerstätte als möglichen Uranlieferant für das sowjetische Kernwaffenprogramm zu bewerten. Am 14. September 1945 wurde durch die 9. Verwaltung des Ministeriums des Innern der UdSSR die Geologische Gruppe (Геолого – Поискавая Партия) gebildet. Von der ihr unterstellten Sächsischen Erzsuchgruppe (Саксонская Рудно-Поисковая Партия) wurde die Untersuchung der Lagerstätte Johanngeorgenstadt durchgeführt. Die Untersuchungsarbeiten der Sächsischen Erzsuchgruppe begannen im September 1945 und dauerten bis zum 16. März 1946. Die Untersuchung wurde anschließend durch die am 4. April 1946 gebildete Sächsische Gewinnungs- und Erkundungsgruppe (Саксонская Промышленно-Разведочная Партия) weitergeführt.

## Geologie
Die Lagerstätte Johanngeorgenstadt liegt in einer 4 km breiten grabenförmigen Mulde innerhalb des Eibenstocker Granits, die durch zwei von Nordwest nach Südost streichende Verwerfungen (Rehhübler Gangzug und Irrgang) begrenzt wird. Die Sprunghöhe dieser Verwerfungen beträgt 400 m beim Rehhübler Gangzug bzw. 200 m beim Irrgang. Das Zentrum der Johanngeorgenstädter Lagerstätte liegt in einem ca. 2 km breiten Streifen zwischen Irrgang im Nordosten und der Großen Fäule (Süd-Störung), im Südwesten.
Die Gesteine der Lagerstätte sind im Kontakthof des Granits kontaktmetamorph überprägte ordovizische Muskovitphylitte. Sie fallen mit 10 Grad bis 20 Grad nach Südost ein.
Die äußere Kontaktzone beginnt in einer Entfernung zum Granit von ca. 300 m bis 400 m mit der Bildung von Fleckschiefer, der in der Teufe von Knotenschiefer abgelöst wird.
Der innere Kontakthof beginnt bei einer Entfernung zum Granit von ca. 100 m bis 150 m mit der Bildung von Frucht- und Andalusitglimmerschiefer bzw. mit der Bildung von Hornfels im unmittelbaren Granitkontakt.
Zusätzlich kommt es im Bereich des inneren Kontakthofes sowie am Übergang vom inneren zum äußeren Kontakthof zum Auftreten von Linsen bestehend aus Amphibolschiefern und Quarzitschiefern.
Das gesamte Niveau dieser Schiefer zeichnet sich in der Lagerstätte Johanngeorgenstadt durch eine starke lagenförmige Pyritführung aus. Diese teilweise bauwürdigen Sulfiderzlager wurden im Nordwesten und Westen der Lagerstätte in tagesnahen Bereichen von Anfang des 17. Jahrhunderts bis Mitte des 19. Jahrhunderts abgebaut. Die wichtigsten Sulfiderzlager waren bei Gewerken Hoffnung, Adolphus, Treue Freundschaft, Wildermann und Rosina Charitas. Neben Pyrit traten untergeordnet auch Chalkopyrit, Sphalerit, Galenit und Kassiterit auf. Ein Lager bei Gewerken Hoffnung wies zusätzlich einen hohen Anteil an Magnetit auf.
An diese pyritführenden Horizonte war auch ein Großteil der auftretenden Uranvererzung gebunden. Davon entfielen 38 Prozent auf pyritführende Phyllite und 41 Prozent auf pyritführende Amphibolite.
Die von Nordwest nach Südost streichenden Hauptstrukturen Irrgang, Große Fäule, Rehhübler Gangzug und Riesenberger Gangzug sowie einige kleinere Strukturen (Kleine Fäule) repräsentieren die hmba-Folgenguppe. Diese Strukturen erstrecken sich teilweise über mehrere Kilometer und weisen Mächtigkeiten bis zu 30 m auf.
Weitere Hauptstrukturen bilden einige mächtige von Westen nach Osten streichende Störungen, so im Norden die Störung Wilder Mann und im Süden im Bereich von Schacht 51 die Zentralstörung.
Innerhalb der Lagerstätte ist ein dichtes Netz aus Morgengängen, Flachen Gängen und Spatgängen ausgebildet. Ihre Länge schwankt dabei zwischen einigen hundert Metern und vier Kilometern (z. B. Gottes-Segen-Spat).
Am häufigsten sind Spatgänge anzutreffen. Die bekanntesten sind der Frisch-Glück-Spat, der Neujahr-Spat, der Georg-Wachsford-Spat, der Gottes-Segen-Spat, der Mächtige Spat, der Blühend-Glück-Spat, der Caspar-Spat und der Bau-auf-Gott-Spat.
Die wichtigsten Morgengänge sind der Löwenmuth Morgengang, der Vollmond Morgengang, der Hohneujahr Morgengang, der Engelsfreude Morgengang und der Glück mit Freuden Morgengang.
Die Flachen Gänge hatten im historischen Bergbau keine große Bedeutung im Revier, als Ausnahme gilt hier aber der sehr erzreiche Gotthelf Schaller Flache. Bekannt sind weiter der Neugeboren Kindlein Flache und der Gottlob Flache. Stehende Gänge spielten keine Rolle. Der bekannteste Gang ist hier der Heinrich Stehende.
Quarz-Kassiterit-Wolfram-Formation (qksw-Formation)
Diese Formation trat nur im Süden der Lagerstätte, im Bereich Jugel und Henneberg auf. Sie war das Ziel des Bergbaus auf Zinn bis Mitte des 19. Jahrhunderts. Die Gangfüllung besteht aus Quarz sowie Turmalin und die Vererzung beschränkt sich auf Kassiterit sowie sporadisch Wolframit.
Quarz-Sulfid-Formation (qsf-Formation)
Diese Formation tritt im Norden der Lagerstätte, im Gebiet der Gruben Hohe Tanne und Rosina Charitas auf. Untergeordnet findet man sie aber auch auf einigen Gängen im Zentralrevier. Auch in dieser Formation gab es umfangreichen Altbergbau auf Zinn. Die Gangfüllung besteht aus Kalifeldspat und Turmalin. Als Erzminerale führen diese Gänge Sphalerit, Galenit, Pyrit, Molybdänit, Kassiterit, Wolframit und Arsenopyrit.
Kammquarz-Calcit-Pechblende-Formation (kku-Formation)
Diese Formation repräsentiert die primäre Uranvererzung und ist auf den Spatgängen nur noch als Relikt vorhanden. Auf den flachen Gängen stellt sie die Hauptformation dar. Die Gangfüllung besteht aus Calcit, Siderit und Quarz. Als Erzminerale führen diese Gänge Pechblende, Pyrit und Hämatit.
Magnesium-Karbonat-Pechblende-Formation (mgu-Formation)
Die mgu-Formation spielt in Johanngeorgenstadt nur eine untergeordnete Rolle. Die Gangfüllung besteht aus Dolomit, Ankerit, Siderit und Fluorit und als Erzmineralen treten Pechblende, Pyrit, Chalkopyrit sowie Galenit auf.
Eisen-Baryt-Formation (feba-Formation)
Die Gänge dieser Formation waren das Ziel des Eisenerzbergbaus von Beginn des 17. Jahrhunderts bis Mitte des 19. Jahrhunderts. Im Bereich der Phyllite der Johanngeorgenstädter Lagerstätte waren diese Gänge taub und traten als verruschelte Gangzonen auf, die in Johanngeorgenstadt auch Fäule genannt wurden.
Wismut-Kobalt-Nickel-Formation (BiCoNi-Formation)
Die BiCoNi-Formation ist der Haupterzträger innerhalb der Johanngeorgenstädter Lagerstätte. Die Gangfüllung besteht aus Calcit und Quarz. Als Erzmineralen treten hier gediegen Wismut, gediegen Silber, Pechblende, Safflorit, Rammelsbergit, Chloanthit, Smaltin, Nickelin, Sphalerit, Galenit, Pyrit, gediegen Arsen und Proustit auf. In Johanngeorgenstadt sind mehrere hundert BiCoNi-Gänge bekannt. Diese Gänge waren sowohl Ziel des historischen Silberbergbaus, des Bergbaus auf Wismut bis zum Jahr 1945 und des Abbaus der Uranerze nach 1945. Die Besonderheit dieser Formation in der Lagerstätte besteht in dem fast völligen Fehlen von Nickelmineralen und den nur sehr untergeordnet auftretenden Kobaltmineralen.
Silber-Sulfid-Arsenid-Formation (ags-Formation)
Diese Formation repräsentiert die jüngste Vererzung. Sie tritt nur untergeordnet in den Spatgängen auf. Die Gangfüllung besteht aus Calcit und Dolomit. Erzminerale sind Silbersulfide, gediegen Silber und Pechblende.
Separat betrachten muss man das Uranvorkommen der ehemaligen Himmelfahrtfundgrube (Güntherschacht), da dieses Vorkommen vollständig im Eibenstocker Granit liegt. Die Wismut AG baute hier auf dem schon durch den Wismutbergbau bebauten Michael-Spat und drei weiteren Gängen (z. B. N-A-2) bis in eine Teufe von 250 m vor allem sekundäre Uranerze (Autunit und Torbernit) ab. Die Gangfüllung besteht aus Quarz und Fluorit.
Im Gegensatz zu anderen Revieren der Wismut AG wurden in Johanngeorgenstadt alle aufgefahrenen Gänge ausschließlich mit Nummer versehen. Selbst die aus dem Altbergbau stammenden Gangbezeichnungen wurden durch Nummern ersetzt (z. B. der Gottes-Segen-Spat als Gang 46 oder der Schaller Flache als Gang 51).

## Verwaltungstechnische Entwicklung
Die Erkundungsarbeiten der Sächsischen Gewinnungs- und Erkundungsgruppe im Johanngeorgenstädter Revier fanden parallel zur bergbaulichen Tätigkeit der Sachsenerz Bergwerks AG in den zugänglichen Grubenbereichen statt. Zeitweise übernahm auch die Sachsenerz Bergwerks AG als Auftragnehmer die Erkundungsaufgaben.
Die im Januar 1946 beschäftigten 45 Arbeiter der Sachsenerz Bergwerks AG waren mit der Rekonstruktion des Frisch Glücker Kunst- und Treibeschachtes und des Schaarschachtes beschäftigt. Im Mai 1946 wurden weitere 60 Beschäftigte eingestellt. Im Juni war die Gesamtzahl der Beschäftigten schon auf 200 gestiegen. Zusätzlich wurden von der Betriebsabteilung Schneeberg 28 Fachkräfte zur Verfügung gestellt.
Am 4. Juni 1946 wurde mit dem Befehl 23 der SMA Sachsen die Wiederaufnahme der Erzgewinnung angeordnet.
Auf Beschluss des Ministerrats der UdSSR vom 29. Juli 1946 in Moskau wurde aus der Sächsischen Gewinnungs- und Erkundungsgruppe die Sächsische Bergbauverwaltung unter der Feldpostnummer 27304 der Roten Armee gegründet.
Zum 1. August 1946 wurden die Bergwerke der Sachsenerz Bergwerks AG verwaltungsmäßig der zu diesem Datum gegründeten Industrieverwaltung 6 (Erzbergbau) unterstellt. Am 15. Juli 1946 wurden die Bergbauanlagen des Johanngeorgenstädter Reviers von sowjetischen Militäreinheiten beschlagnahmt und zur militärischen Sperrzone erklärt.
Wahrscheinlich im September 1946 wurde das Objekt 01 gegründet. Die Bergwerksverwaltung befand sich anfänglich im Zechenhaus von Vereinigt Feld, am Gnade-Gottes-Stolln, ab Januar 1947 dann im ehemaligen Hotel Deutsches Haus an der Schwarzenberger Straße.
Die bei der Sachsenerz Bergwerks AG beschäftigte Belegschaft des Reviers wurde in das Objekt 01 übernommen. Die Zahl der Beschäftigten stieg von 700 im November auf 1100 im Dezember 1946. Ab November 1946 wurden die Beschäftigten erstmals unter laufenden Kontrollnummern geführt. Trotz ihrer Zugehörigkeit zum Objekt 01 erfolgten die Lohnabrechnungen der Beschäftigten, analog zu anderen Objekten, weiterhin über die Sachsenerz Bergwerks AG.
Am 30. Mai 1947 wurden die Anlagen des Objektes 01 auf Grundlage des Befehls Nr. 131 der SMA Sachsen in sowjetisches Eigentum überführt. Nach Eintragung der Zweigniederlassung der Wismut AG in das Handelsregister in Aue am 2. Juli 1947, wurde das Objekt 01 direkt der Hauptverwaltung der Wismut AG unterstellt.
Bedingt durch den rasanten Fortschritt der Bergarbeiten wurde im Frühjahr 1947 das Objekt 12 gegründet und ein Teil der Beschäftigten des Objektes 01 dorthin übernommen. Das Objekt 12 übernahm, bis zu seiner Auflösung am 31. Mai 1952 im Objekt 01 die Ausrichtungsarbeiten (z. B. Schachtteufe, Streckenvortrieb, und Aufwältigung).
Im April 1947 hatte die Belegschaftsstärke im Revier 5849 Mann erreicht.
Im November 1947 wurden die in Betrieb befindlichen Schächte in Schachtverwaltungen zusammengefasst. Es entstanden die Schachtverwaltungen 1, 2, 18, 22, 23, 30, 31, 31bis, 60/32 und 126. Zu diesem Zeitpunkt waren 8 Schächte und 3 Stolln mit Wismut-Nummerierung in Betrieb. Die Schächte 39, 42, 51, 55, 56, 91, 147, 157, 158 und 183 befanden sich in der Teufe oder Aufwältigung.
Das Jahr 1948 war geprägt von einer drastischen Zunahme der Belegschaft, die im Juni 12.000 Mann betrug. Dies war auch bedingt durch die anstehenden Arbeiten, so das Teufen und Aufwältigen der Schächte 52bis, 53, 54, 58, 61, 61bis, 120, 121, 122, 124, 145, 161 und 184 sowie der Inbetriebnahme weiterer Schächte. Die Schachtverwaltungen 23, 87 und 126 wurden aus dem Objekt 01 im November 1948 an das neu gegründete Objekt 08 übergeben.
Im Jahr 1949 existierten die Schachtverwaltungen 1, 2, 18, 22, 30, 31, 31bis, 39, 42, 51, 54, 55/56, 58, 60/32, 61bis, 122, 145, 147, 157 und 158. Die Schächte 52, 157bis, 158bis, 159, 188, 227, 228, 229, 242 befanden sich in der Teufe oder Aufwältigung. Aufgrund der sich massiv ausweitenden Bergarbeiten und der Hoffnung auf eine weitere Ausdehnung wurde das Objekt 01 am 1. August 1949 geteilt. Beim Objekt 01 (Zentralrevier) verblieben die Schachtverwaltungen 1, 22, 30, 31, 31bis, 51, 61bis, 122, 145, 147, 157 und 158, mit 31 Schächten und Stolln. Zum neu gebildeten Objekt 10 (Bergrevier) gehörten fortan die Schachtverwaltungen 2, 18, 39, 42, 54, 55/56, 58 und 60/32 mit 19 Schächten und Stolln.
Im Januar 1950 stieg die Zahl der Beschäftigten im Revier auf rund 19.000 an. Obwohl sich die Begrenzung der Lagerstätte abzuzeichnen begann, wurden noch die Schächte 284, 285, 286, 287, 288, 289, 290 und 291 geteuft. Es kam zur Zusammenlegung von Schachtverwaltungen und zu ersten Stilllegungen von Schachtanlagen. So wurden die Arbeiten im Schacht 2 eingestellt und die Schachtverwaltungen 39 und 42 der Schachtverwaltung 60/32, die Schachtverwaltung 157 der Schachtverwaltung 31, die Schachtverwaltung 158 der Schachtverwaltung 1 und die Schachtverwaltung 58 der Schachtverwaltung 54 zugeordnet. Aufgrund der Erkenntnis, dass es keinen weiteren Zuwachs geben wird, wurde das Objekt 10 zum 1. November 1950 aufgelöst und die zugehörigen Schachtverwaltungen wieder vom Objekt 01 übernommen.
Auch im Jahr 1951 hielt der Prozess der Konsolidierung an. Die Schachtverwaltung 55/56 wurde aufgelöst und die Schachtverwaltung 60/32 der Schachtverwaltung 31bis, sowie die Schachtverwaltung 61bis und die Schachtverwaltung 122 der Schachtverwaltung 54 zugeordnet.
Im Jahr 1952 wurde die Schachtverwaltung 22 aufgelöst, sowie die Schachtverwaltung 30 der Schachtverwaltung 31bis zugeordnet. Am Jahresende existierten nur noch 8 von den ehemals 19 Schachtverwaltungen.
Ungeachtet der Konsolidierung waren im Januar 1953 noch immer 23.000 Menschen im Objekt 01 beschäftigt. Im April 1953 wurde die Schachtverwaltung 145 der Schachtverwaltung 54 zugeordnet. Am 1. Dezember wurde das Objekt 08 wieder aufgelöst und die Schachtverwaltungen 87, 98, 126, 164, 235 und 336 dem Objekt 01 zugeordnet. Dadurch gehörten nun wieder 13 Schachtverwaltungen zum Objekt 01. In diesem Jahr wurden auf verschiedenen Sohlen die ersten Auffahrungen auf tschechisches Gebiet ausgedehnt.
Im Jahr 1954 wurde die Schachtverwaltung 98 aufgelöst, sowie die Schachtverwaltung 164 der Schachtverwaltung 87 und die Schachtverwaltung 147 der Schachtverwaltung 31bis zugeordnet. Neben den Schachtverwaltungen gehörten noch weitere Abteilungen zum Objekt 01. Die größten Abteilungen waren die Bauabteilung (ging aus dem 1948 gegründeten Objekt 16 hervor, welches 1951 aufgelöst wurde), die 1947 gegründete Geologische Abteilung, die 1947 gegründete Bahnförderung und die 1948 erbaute Erzaufbereitung. Insgesamt waren dort im Dezember 1954 noch 4270 Beschäftigten angestellt.
In den Schachtverwaltungen des ehemaligen Objektes 08 waren zu diesem Zeitpunkt noch 3.702 Leute beschäftigt und in den Schachtverwaltungen des Objektes 01 noch 13.329. Somit ergab sich eine Gesamtanzahl, inklusive der Beschäftigten aller Abteilungen, von 23.301 Beschäftigten zum Jahresende 1954.
In einer Vereinbarung wurde ab 1954 der Bergbau der Wismut AG auf tschechischem Staatsgebiet geregelt. Dieser fand jetzt in großem Stil auf allen Sohlen unterhalb der 25-m-Sohle statt. Durchgeführt wurden die Arbeiten von der Schachtverwaltung 1, der Schachtverwaltung 31bis und der Schachtverwaltung 51. Als letzter Schacht wurde der von der Geologischen Abteilung im Bereich Jugel geteufte Tiefschurf XIX von der Schachtverwaltung 51 des Objektes 01 übernommen.
Im Jahr 1955 wurden die Schachtverwaltungen 87, 126 und 336 aufgelöst. Am 1. Juni wurde das Objekt 111 Annaberg/Niederschlag aufgelöst und die Schachtverwaltungen 21 und 78 mit 5180 Beschäftigten dem Objekt 01 zugeordnet. Damit stieg die Zahl der Beschäftigten auf insgesamt 27.680 Personen.
Ab dem Jahr 1956 wurde das Objekt 01 drastisch zurückgefahren. Die Schachtverwaltung 78 wurde aufgelöst und die Schachtverwaltung 51 der Schachtverwaltung 31bis zugeordnet. Ende des Jahres existierten nur noch die Schachtverwaltungen 1, 18, 21, 31, 31bis, 54 und 235. Die Erzaufbereitung, die Probezeche und das chemische Labor wurden geschlossen. Es begannen umfangreiche Entlassungen.
Im Jahr 1957 wurden die Schachtverwaltung 18 und Schachtverwaltung 31 der Schachtverwaltung 1 zugeordnet und die Schachtverwaltung 54 aufgelöst. Die Objektverwaltung räumte das „Deutsche Haus“ und zog in das Klubhaus des Objektes 01 in der Karl-Marx-Straße 30 am Schacht 54. Am Jahresende wurde auch die Bahnförderung eingestellt. Nach weiteren massiven Entlassungen betrug die Belegschaftsstärke am Ende des Jahres nur noch 1100 Beschäftigte.
Zum 1. Januar 1958 wurde das Objekt 01 und die Schachtverwaltung 31bis aufgelöst und die Restarbeiten in der Schachtverwaltung 1 vom Schachtkombinat 235 übernommen, welches ebenfalls am 1. Januar 1958 aus der Schachtverwaltung 235 gebildet wurde.
Das Schachtkombinat 235 unterstand direkt der Generaldirektion der SDAG Wismut. Zum Ende des 1. Quartals wurden in Annaberg die Gewinnungsarbeiten eingestellt und die Schachtverwaltung 21 aufgelöst. Am 1. April wurde das Schachtkombinat 235 der neu gebildeten Sächsischen Such- und Schürfexpedition (SSSE) zugeordnet. Ende August wurden auch die Gewinnungsarbeiten in Johanngeorgenstadt eingestellt.
Am 12. Juni 1959 wurde auf dem Schacht 1 die letzte Schicht gefahren. Mit der Übernahme der SSSE am 1. November 1960 wurde das Objekt 09 der Rechtsnachfolger des Objektes 01.

## Bergbaubetrieb

### Ausrichtung, Vorrichtung und Abbau
In der Lagerstätte Johanngeorgenstadt gab es, bedingt durch den Altbergbau, sehr unterschiedliche Sohlenbezeichnungen in den Gebieten der Neustadt, der Mittelstadt und des Zentralreviers (siehe Tabelle).
| Höhe über NN | Sohlenbezeichnung Bereich Neustadt | Sohlenbezeichnung Bereich Mittelstadt | Sohlenbezeichnung Zentralrevier / Jugel | Sohlenbezeichnung Bereich Potůčky | Stolln                           |
| ------------ | ---------------------------------- | ------------------------------------- | --------------------------------------- | --------------------------------- | -------------------------------- |
| 830 m        | 60-m-Sohle                         |                                       |                                         |                                   | Wildemann-Stolln                 |
| 796 m        | 95-m-Sohle                         | 40-m-Sohle                            |                                         |                                   | Liebe-Gottes-Stolln              |
| 760 m        |                                    | 80-m-Sohle                            |                                         |                                   | Eleonora-Stolln                  |
| 723 m        |                                    | 112-m-Sohle                           | 0-Sohle                                 |                                   |                                  |
| 694 m        |                                    | 120-m-Sohle                           | 16-m-Sohle                              |                                   | Frisch Glück- und Neujahrsstolln |
| 687 m        |                                    | 140-m-Sohle                           | 25-m-Sohle                              |                                   | Gnade-Gottes-Stolln              |
| 678 m        |                                    |                                       | 25-m-Sohle                              |                                   | St.-Georg-Stolln                 |
| 668 m        |                                    | 170-m-Sohle                           |                                         |                                   |                                  |
| 653 m        |                                    |                                       | 37-Lachter-Sohle                        |                                   |                                  |
| 647 m        |                                    |                                       | 18-Lachter-Sohle*                       | I. Sohle                          |                                  |
| 641 m        |                                    |                                       | 26-Lachter-Sohle*                       |                                   |                                  |
| 624 m        |                                    |                                       | 40-Lachter-Sohle                        |                                   |                                  |
| 593 m        |                                    |                                       | 60-Lachter-Sohle*                       | II. Sohle                         |                                  |
| 586 m        |                                    |                                       | 66-Lachter-Sohle                        |                                   |                                  |
| 556 m        |                                    |                                       | 78-Lachter-Sohle                        | III. Sohle                        |                                  |
| 524 m        |                                    |                                       | 95-Lachter-Sohle                        |                                   |                                  |
| 514 m        |                                    |                                       |                                         | IV. Sohle                         |                                  |
| 504 m        |                                    |                                       | 108-Lachter-Sohle                       |                                   |                                  |
| 480 m        |                                    |                                       | 120-Lachter-Sohle                       |                                   |                                  |
| 464 m        |                                    |                                       |                                         | V. Sohle                          |                                  |
| 440 m        |                                    |                                       | 140-Lachter-Sohle                       |                                   |                                  |
| 400 m        |                                    |                                       | 160-Lachter-Sohle                       |                                   |                                  |
| 360 m        |                                    |                                       | 180-Lachter-Sohle                       |                                   |                                  |

* Von der Wismut AG nicht genutzte Sohlen des Altbergbaus

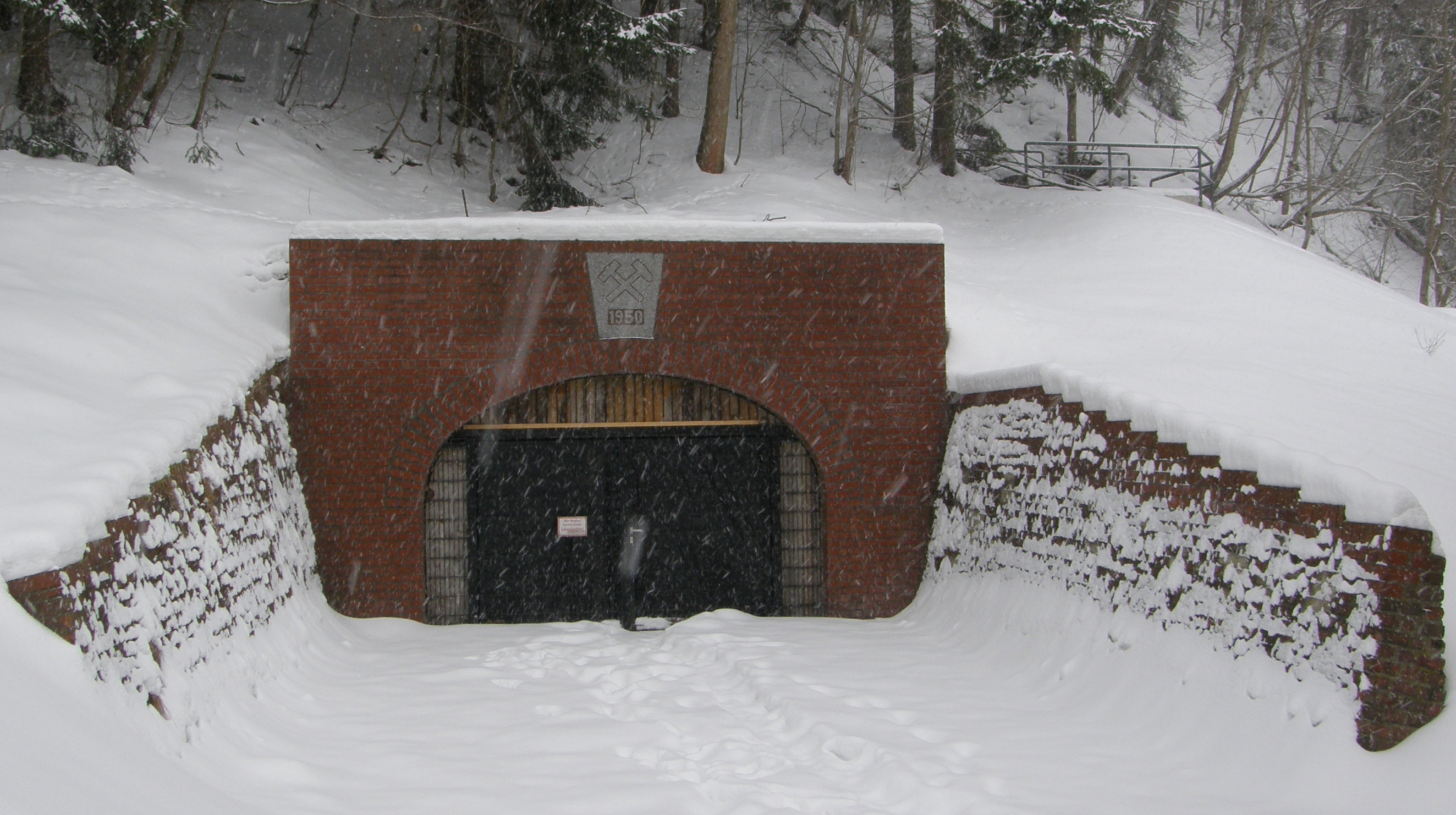
Rekonstruiertes Mundloch des Querschlages 6^{bis}

Die im zweiten Halbjahr 1945 begonnenen Rekonstruktionsarbeiten im Frisch Glück Kunst- und Treibeschacht (Schacht 1) und im Schaarschacht (Schacht 18) wurden 1946 fortgesetzt und der Hoffnungsschacht (im Bereich des 1948 geteuften Schachtes 53) mit einbezogen.
Im Schacht 1 wurden die ersten 7,6 Tonnen Uran gewonnen. Der Sankt-Georg-Stolln wurde als Schacht 22 und der Neujahrstolln als Schacht 30 rekonstruiert. Der Güntherschacht der ehemaligen Grubenabteilung Himmelfahrt von Vereinigt Feld wurde als Schacht 2 übernommen. Dieser hatte bei einer Teufe von 186 m insgesamt 6 Sohlen.
Im Jahr 1947 begann man auf der 16-m-Sohle, der 25-m-Sohle und der 78-Lachter-Sohle mit der Auffahrung von Querschlägen und Feldstrecken zur Untersuchung des Grubenfeldes. Zum Schacht 1 wurde der Neue Frisch-Glück-Stolln getrieben.
Rekonstruiert wurden die Blindschächte Hinterer Neujahrschacht (Schacht 31) und Schacht 31bis ab der 16-m-Sohle.
Rekonstruiert wurde der Bauerschacht (Schacht 91) zwischen der 78-Lachter-Sohle und 95-Lachter-Sohle (ab 95-Lachter-Sohle weiter geteuft), der Schacht 158 zwischen der 78-Lachter-Sohle und der 120-Lachter-Sohle und der Christianusschacht (Schacht 51; später Weiße Taube genannt) bis zur 25-m-Sohle (ab 25-m-Sohle weiter geteuft). Die Teufe von Schacht 2 wurde weiter fortgesetzt.
Neu geteuft wurde der Blindschacht 147 (ab der 25-m-Sohle), der Blindschacht 157 (ab der 78-Lachter-Sohle) und der Blindschacht 183 (ab der 16-m-Sohle).
Im Bereich der Mittelstadt wurden die Schächte Neu Leipziger Glück Göpelschacht (Schacht 42) bis zur 140-m-Sohle und Brüder Lorenz Tagschacht (Schacht 60) bis zur 80-m-Sohle rekonstruiert und mit der Teufe von Schacht 32 und Schacht 39 begonnen. Der Schacht 60 ging noch 1947 in Betrieb.
Im Bereich der Neustadt wurden die Schächte Neu Engelsfreudner Tagschacht (Schacht 56) bis zur 95-Sohle und Gottes Glücker Richtschacht (Schacht 55) bis zur 60-m-Sohle rekonstruiert.
Die Urangewinnung im Objekt 01 erreichte 1947 57 Tonnen.

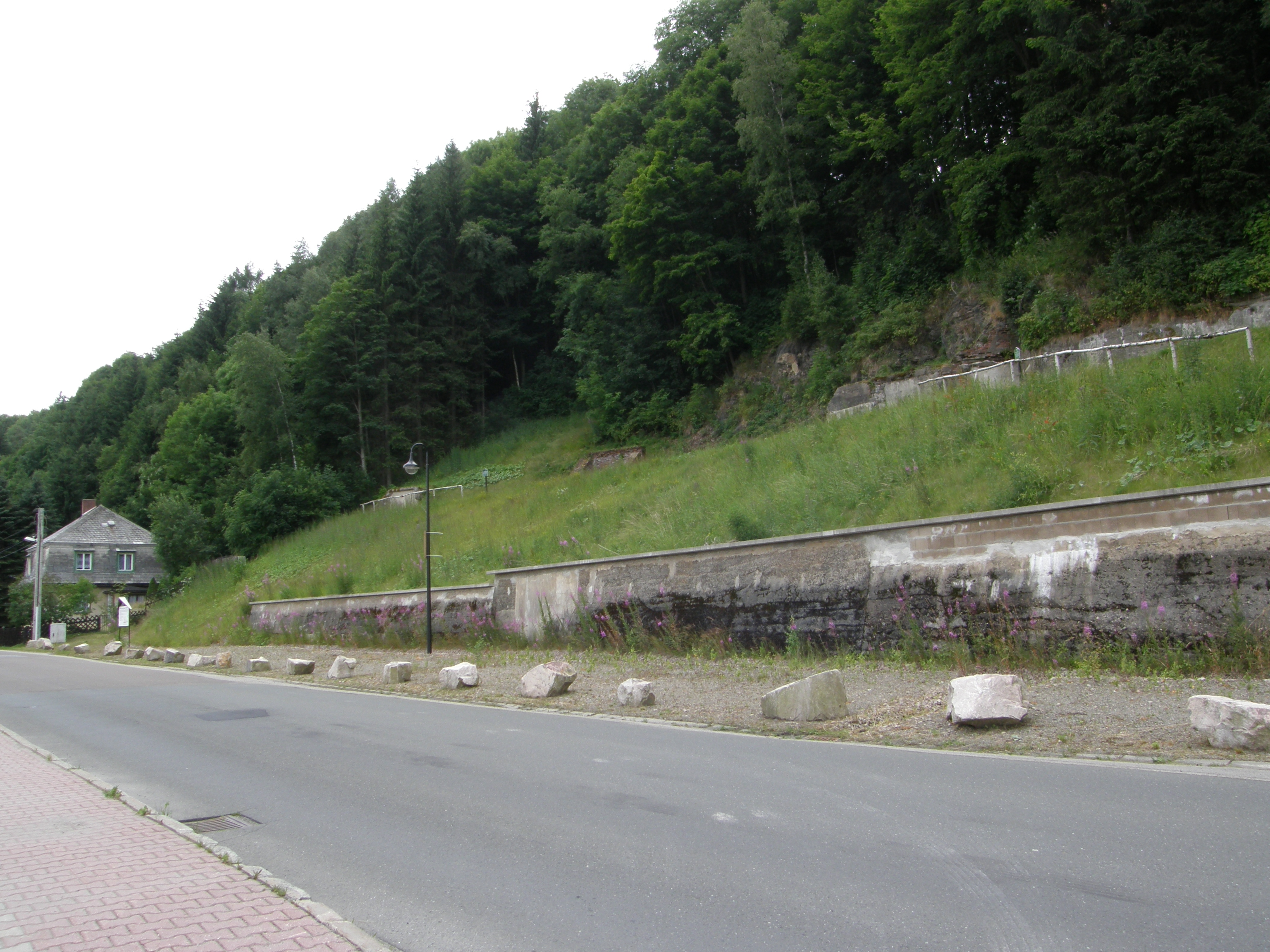
Sanierte Reste der Masse- und Armerzbunker des Stollns Neu-Deutschland (Schacht 62) und Querschlag 4 (Schacht 57)

Im Jahr 1948 begann die Auffahrung der 80-m-Sohle, der 37-Lachter-Sohle und der 40-Lachter-Sohle. Zum Aufschluss der 80-m-Sohle wurde der Querschlag 1 aufgefahren und der Stolln Neue Eleonora (Schacht 61) angeschlagen. Zur Forcierung des Aufschlusses der 16-m-Sohle und der 25-m-Sohle sowie der Verbesserung der Förderung nach über Tage wurden auf der 16-m-Sohle der Stolln Neu Deutschland (Schacht 62) angeschlagen und auf der 25-m-Sohle der Querschlag 1, der Querschlag 4 (Schacht 57) aufgefahren und der Neue Gnade-Gottes-Stolln (Schacht 61bis) angeschlagen.
Im Zentralrevier begann die Rekonstruktion des Gottes Segener Kunstschachtes (Schacht 52bis) ab der 25-m-Sohle. Neu geteuft wurden die Schächte 53, 54, 122, 124, 145 sowie der Blindschacht 184 (ab der 16-m-Sohle).
Mit dem Erreichen ihrer Endteufe gingen Blindschacht 31 (120-Lachter-Sohle), Blindschacht 31bis (40-Lachter-Sohle), Blindschacht 147 (78-Lachter-Sohle) und Blindschacht 183 (66-Lachter-Sohle) in Betrieb.
Im Bereich der Mittelstadt wurden der Adolphus Tagschacht (Schacht 119) und der Neu Leipziger Glück Tagschacht (Schacht 120) rekonstruiert sowie mit der Teufe von Schacht 121 begonnen. Mit dem Erreichen ihrer Endteufe gingen der Schacht 32 (170-m-Sohle), Schacht 39 (140-m-Sohle) und Schacht 42 (140-m-Sohle) in Betrieb.
Im Bereich der Neustadt wurde mit der Teufe von Schacht 58 begonnen. Der Schacht 55 und der Schacht 56 gingen mit Erreichen der 95-m-Sohle in Betrieb.
Der Schacht 2 wurde um weitere 125 m verteuft und vier neue Sohlen (150-m-Sohle, 180-m-Sohle, 200-m-Sohle und 245-m-Sohle; gemessen ab Alfred-Erinnerung-Stolln) angeschlagen.
Mit einer Urangewinnung von 136 Tonnen im Jahr 1948 brachte das Objekt 01 41 Prozent des gesamten gewonnenen Urans der Wismut AG in diesem Jahr.
Im Jahr 1949 erreichten die Bergarbeiten im Objekt 01 ihren Höhepunkt. Die Auffahrung der 0-Sohle, 40-m-Sohle, 170-m-Sohle, 66-Lachter-Sohle, 95-Lachter-Sohle und 120-Lachter-Sohle begann. Zum Aufschluss der 0-Sohle wurde am Hammerberg ein Stolln (Schacht 187) angeschlagen. Zusätzlich wurden die Stolln Neujahrbis (Schacht 185, 16-m-Sohle) angeschlagen und Querschlag 11 (Schacht 230, 25-m-Sohle) aufgefahren.
Im Zentralrevier begann die Teufe mehrerer Blindschächte. So wurden ab der 16-m-Sohle die Blindschächte 188 und 228, ab der 25-m-Sohle die Blindschächte 229 und 242, ab der 78-Lachter-Sohle die Blindschächte 159, 160 und 255 sowie ab der 120-Lachter-Sohle die Blindschächte 157bis und 158bis geteuft.
Mit dem Erreichen ihrer Endteufe gingen im Jahr 1949 auch die Schächte 51, 53, 54, 124 und 145 (78-Lachter-Sohle), der Schacht 122 (40-Lachter-Sohle) und die Blindschächte 184 (66-Lachter-Sohle), 52bis (78-Lachter-Sohle), 91, 157 und 158 (120-Lachter-Sohle) in Betrieb.
Mit einer Fläche von 9 km² war die 25-m-Sohle die größte Sohle innerhalb des Objektes 01. Über diese Sohle erfolgte auch der Großteil der Förderung. Anschluss an die 25-m-Sohle hatten zu diesem Zeitpunkt 7 Schächte und 7 Blindschächte, von denen zwei Blindschächte auf dieser Sohle endeten. Weitere 3 Schächte und 7 Blindschächte mit Anschluss an die 25-m-Sohle befanden sich in der Teufe. Von diesen 7 Blindschächten enden 6 auf der 25-m-Sohle.
Gefördert wurde hauptsächlich über 4 Stolln (Querschlag 1, Querschlag 4, Querschlag 11 und Neuer Gnade Gottes Stolln).
Auf der nur ca. 0,8 km² großen 16-m-Sohle endeten 1949 fünf Blindschächte. Zwei weitere Blindschächte die auf dieser Sohle beginnen, befanden sich in der Teufe. Gefördert wurde auf der 16-m-Sohle über fünf Stolln (Neuer Frisch-Glück-Stolln, Stolln Neu Deutschland, Stolln Neujahr, Stolln Neujahrbis, Querschlag 6bis). Im Zentralrevier fehlten zu diesem Zeitpunkt leistungsfähige Tagesschächte und so konnten die untertägig gewonnenen Massen nicht schnell genug gefördert werden. Um diesen Engpass schnell zu beheben, wurde von der 25-m-Sohle aus mit den Arbeiten an Schacht 52 und Schacht 227 (Teufe auf die 120-m-Sohle und Auffahrung als Überhauen bis über Tage) begonnen.
In der Mittelstadt gingen mit dem Erreichen der 80-m-Sohle die Schächte 119, 120 und 121 in Betrieb.
In der Neustadt ging mit dem Erreichen der Endteufe auf der 140-m-Sohle der Schacht 58 in Betrieb.
Mit dem stark zunehmenden Abbau und dem verstärkten Abzug von Armerzen aus den Abbaublöcken wuchs auch die Gefahr von Bodensenkungen an der Oberfläche. Auf Basis der gesammelten Erfahrungen aus dem Objekt 02 (dort betrug die Absenkung 1950 bereits 22 cm), richtete man in der Altstadt ein großflächiges Messnetz zur Kontrolle ein und begann im August 1949 mit den Messungen, um Senkungserscheinungen frühzeitig zu erkennen.
Die Urangewinnung im Objekt 01 stieg im Jahr 1949 auf 241 Tonnen.
In diesem Jahr kam es auch zu einem folgenschweren Grubenbrand. Der Brand ereignete sich am 24. November 1949 im Fördermaschinenhaus von Schacht 31. Der Fördermaschinist starb dabei an einer Rauchgasvergiftung. Es brannte fünf Tage und der Neujahrstolln musste abgemauert werden. In Folge des Brandes konnte die Belegschaft der Schachtverwaltung 31 und Schachtverwaltung 31bis einige Tage nicht einfahren.

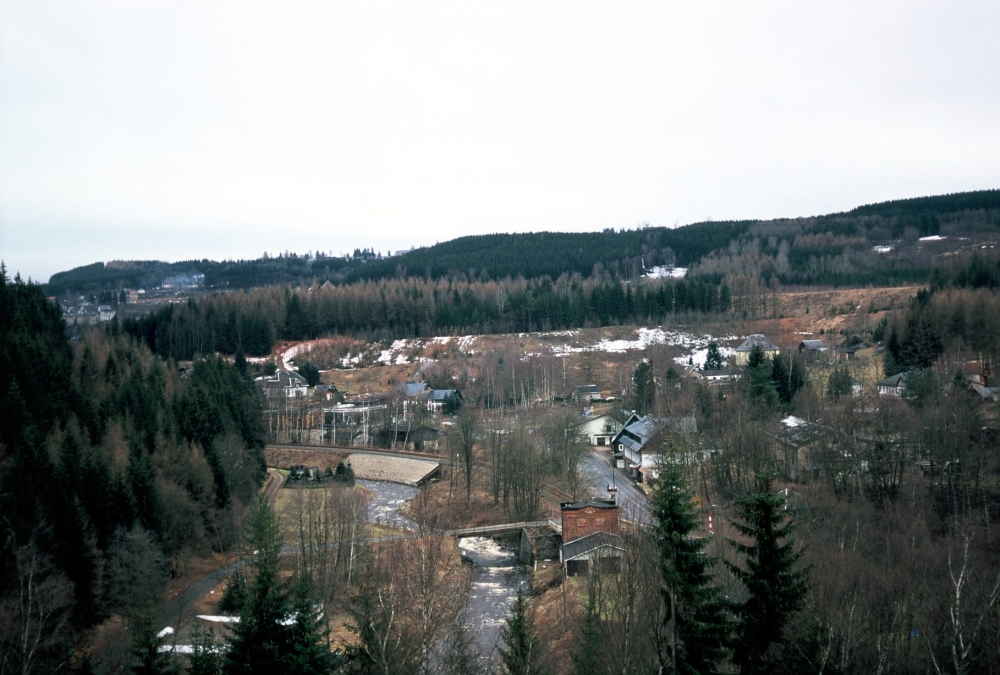
Blick zum einplanierten und bewachsenen Rückstandsbecken der Uranerzaufbereitung im Ortsteil Steigerdorf von Johanngeorgenstadt

Im Jahr 1950 begann im Objekt 01 eine Konzentration der Bergarbeiten. In den Randbereichen des Objektes 01 wurden die ersten Schachtanlagen stillgelegt, darunter der Schacht 2 (Fördermenge 3,8 t Uran) sowie wegen Ausbleibens wirtschaftlicher Erfolge die Schächte 55 und 56 im Bereich der Neustadt.
Zum weiteren Aufschluss des Zentralreviers begann die Teufe der Blindschächte 290 (ab der 80-m-Sohle), 288 und 289 (ab der 25-m-Sohle), 286 und 287 (ab der 66-Lachter-Sohle) sowie 284 und 285 (ab der 78-Lachter-Sohle). Der Römisch Adler Kunstschacht wurde als Schacht 291 zwischen der 25-m-Sohle und der 78-Lachter-Sohle rekonstruiert.
Mit dem Erreichen der Endteufe gingen die Blindschächte 188 (37-Lachter-Sohle), 229, 242 und 288 (40-Lachter-Sohle) sowie 255 (120-Lachter-Sohle) in Betrieb.
Nach nur einem Jahr Bauzeit gingen auch die beiden Hauptförderschächte 52 (bis 78-Lachter-Sohle) und 227 (bis 95-Lachter-Sohle) zunächst als Blindschächte ab der 25-m-Sohle in Betrieb.
Ebenfalls im Jahr 1950 wurde die 40-Lachter-Sohle mit einer Fläche von ca. 7,8 km² und insgesamt 18 angeschlossenen Schächten zu einer Hauptfördersohle ausgebaut.
Die Urangewinnung stieg 1950 auf insgesamt 338 Tonnen.
Im Jahr 1951 wurden wegen Ausbleibens des wirtschaftlichen Erfolges im Zentralrevier der Schacht 122 sowie im Bereich der Mittelstadt die Schächte 39, 42, 58, 60, 119, 120 und 121 stillgelegt. Auf der 80-m-Sohle wurden die Vortriebsarbeiten eingestellt.
Im Zentralrevier wurden die Aufschlussarbeiten im hohen Tempo fortgesetzt. Mit dem Erreichen ihrer Endteufe gingen die Blindschächte 289 (40-Lachter-Sohle), 286 und 287 (78-Lachter-Sohle), 284 und 285 (95-Lachter-Sohle), 159 und 160 (120-Lachter-Sohle) und 158bis (140-Lachter-Sohle) in Betrieb. Die 78-Lachter-Sohle wurde als zentrale Sohle auf einer Fläche von 6,4 km² aufgefahren. 25 Schächte hatten an diese Sohle einen Anschluss. Mit der Inbetriebnahme leistungsfähiger neuer Schächte (z. B. Schacht 51, Schacht 227 oder Schacht 290) konnte der Betrieb der kleinen und teilweise aus dem Altbergbau stammenden Blindschächte (z. B. Blindschacht 31bis oder Blindschacht 52bis) schrittweise eingestellt werden. Die Urangewinnung erreichte in diesem Jahr 426 Tonnen.
Im Jahr 1952 wurden mit den Blindschächten 228 (120-Lachter-Sohle), 157bis (180-Lachter-Sohle) und 290 (78-Lachter-Sohle) die letzten Schächte im Revier in Betrieb genommen. Der Blindschacht 157bis verfügt als einziger Schacht über einen Füllort auf der 180-Lachter-Sohle und steht schon im unterlagernden Granit.
Die 120-Lachter-Sohle wurde als tiefste Hauptfördersohle auf einer Fläche von 2 km² mit insgesamt 14 angeschlossenen Schächten aufgefahren. Gleichzeitig begann der Aufschluss der 140-Lachter-Sohle und der 160-Lachter-Sohle.
Mit der Stilllegung von Schacht 32 endete der Bergbau im Bereich der Mittelstadt. Ebenfalls 1952 wurden die Blindschächte 188, 242 und 288 außer Betrieb genommen.
Die Urangewinnung konnte auf 487 Tonnen erhöht werden.
Im Jahr 1953 wurde mit 541 Tonnen der Höhepunkt der Urangewinnung erreicht, was allerdings nur noch 16 Prozent der Gesamtgewinnung der Wismut AG betrug. Mit der 180-Lachter-Sohle wurde die tiefste Sohle des Reviers aufgefahren. Da mit dieser Sohle bereits überall der unterlagernde Granit erreicht wurde, betrug ihre Fläche nur noch 0,4 km². Während auf der 78-Lachter-Sohle 972 Tonnen (27 Prozent der Gesamtmenge; 1,2 kg/m² Gangfläche) gewonnen wurden, waren es auf der 180-Lachter-Sohle nur 8 Tonnen (0,25 Prozent der Gesamtmenge; 0,5 kg/m² Gangfläche). Mit der 180-Lachter-Sohle standen nun 13 Sohlen mit einem Teufenintervall von 400 Metern im Abbau.
Mitte des Jahres 1953 wurde der Schacht 145 und damit der einzige Schacht des Objektes 01 rechtsseitig des Schwarzwassers stillgelegt. Auch die Blindschächte 159, 160, 289 und 291 wurden außer Betrieb genommen.
Während das Unterfahren der Staatsgrenze durch die Wismut AG und der Jáchymovské Doly (JD) in den Anfangsjahren im Gebiet der Gruben Neuverborgen Glück und Mai offensichtlich keine Rolle spielten, kam es im Februar 1953 zu Verhandlungen zur Frage des Bergbaus im Grenzgebiet. Auslöser der Gespräche war die Verletzung des 15 m breiten Grenzsicherheitspfeilers im Bereich der Grube Magdalena durch die Wismut AG.
Den Bergbau auf Uran im Revier Potůčky betrieb das Unternehmen Jáchymovské Doly (JD) ab 1946. Nach der Gewinnung von ca. 41 Tonnen Uran wurde der Bergbau 1951 eingestellt und das Revier an das Unternehmen Západočeské rudné doly (ZRD) (Westböhmische Erzgruben) übergeben. Dieses Unternehmen untersuchte die Lagerstätte auf BiCoNi-Erze. In diesem Zuge wurden zu den vorhandenen Sohlen I und III die Sohlen II, IV und V aufgefahren, sowie der Blindschacht Magdalena geteuft. Nach dem Erwerb der Bergbaurechte durch die Wismut AG wurden alle Untersuchungsarbeiten durch die Západočeské rudné doly im Jahr zum 17. September 1954 eingestellt. Ausgangspunkte der Arbeiten der Wismut AG waren der Schacht 124 sowie die Blindschächte 1, 157bis und 228. Auf der tschechischen Seite wurden zusätzlich die Schächte Magdalena, Slovanka und Schacht II als Blindschächte genutzt. Im Juni 1953 begann auch die mehrfach verschobene Räumung der Altstadt.
Im Jahr 1954 war die Urangewinnung im Objekt 01 zum ersten Mal rückläufig. Sie betrug nur noch 530,5 Tonnen, davon 0,5 Tonnen aus dem Abbau auf tschechischer Seite. Als letzter Schacht wurde der Tiefschurf XIX von der Geologischen Abteilung an die Schachtverwaltung 51 übergeben. Der Tiefschurf XIX hatte Auffahrungen auf der 25-m-Sohle, der 37-Lachter-Sohle und der 78-Lachter-Sohle. Verbindung zum Zentralrevier bestanden aber nur auf der 25-m-Sohle und der 78-Lachter-Sohle.
Die Blindschächte 147, 229, 286 und 287 wurden stillgelegt und auf der 16-m-Sohle wurde der Vortrieb eingestellt. Während die Vortriebsarbeiten auf deutscher Seite ihrem Ende entgegengingen, begann der Vortrieb auf der 40-Lachter-Sohle, der 66-Lachter-Sohle, der 78-Lachter-Sohle und 140-Lachter-Sohle über die Grenze hinweg auf tschechischem Gebiet.
Im Laufe des Jahres kam es auch zu messbaren Bodenabsenkungen in der Altstadt, die Ende des Jahres 10 cm betrugen.
Das Jahr 1955 brachte einen massiven Rückgang der Bergarbeiten im Zentralrevier. Der Vortrieb auf der 37-Lachter-Sohle, der 140-Lachter-Sohle und der 180-Lachter wurde eingestellt. Die Schächte 18 und 124 sowie die Blindschächte 184 und 285 gingen außer Betrieb.
Auf tschechischem Gebiet begann der Vortrieb auf der 37-Lachter-Sohle, der 95-Lachter-Sohle, der 120-Lachter-Sohle, der 160-Lachter-Sohle und der 180-Lachter-Sohle. Die Arbeiten auf der 160-Lachter-Sohle und der 180-Lachter-Sohle wurden jedoch noch im gleichen Jahr nach 60 m bzw. 50 m Vortrieb wieder eingestellt.
Die Gewinnung von Uran sank auf 483 Tonnen. Darin enthalten sind 43 Tonnen aus dem Revier Potůčky.
Die Senkungserscheinungen in der Altstadt hatten 1955 drastisch zugenommen und betrugen am Jahresende 50 cm.
Das Jahr 1956 brachte eine drastische Einschränkung der Bergarbeiten in den Revieren auf deutscher und tschechischer Seite. Im Zentralrevier wurden die Vortriebsarbeiten auf der 25-m-Sohle, der 40-Lachter-Sohle, der 66-Lachter-Sohle, der 78-Lachter-Sohle, der 95-Lachter-Sohle, der 120-Lachter-Sohle, der 160-Lachter-Sohle und der 0-Sohle eingestellt. Stillgelegt wurden die Schächte 51 und 54 sowie die Blindschächte 91, 157, 158, 158bis und 228. Im Revier Potůčky wurden die Vortriebsarbeiten auf der 78-Lachter-Sohle, der 120-Lachter-Sohle, und der 140-Lachter-Sohle eingestellt. Mit einer Nord-Süd-Ausdehnung von 2100 m bei einer Osterstreckung von 1650 m war die 78-Lachter-Sohle die größte Sohle im Revier Potuky.
Die Gewinnung von Uran ging auf 363 Tonnen, davon 90 Tonnen aus dem Revier Potůčky zurück.
Die Geschwindigkeit der Bodenabsenkungen in der Altstadt verringerte sich wieder und betrug zum Jahresende insgesamt 85 cm.
Im Jahr 1957 wurde mit der Einstellung des Vortriebs im Revier Potůčky (auf der 37-Lachter-Sohle, der 40-Lachter-Sohle, der 66-Lachter-Sohle und der 95-Lachter-Sohle) der Bergbau im Objekt 01 weitestgehend beendet. Am Jahresanfang wurde auch der Betrieb auf den Blindschächten 31, 255, 284 und 290 eingestellt. Im Juni 1957 waren nur noch Schacht 52 und Schacht 227, die Blindschächte 157bis, 183 und Gute Hoffnung (im Revier Schacht 54) in Betrieb. Der Schacht 53 wurde zur Reserve vorgehalten und Schacht 1 diente zur Wetterführung und als Fluchtweg. Im Dezember wurden die letzten Vorräte im Revier Potůčky abgebaut.
Die Urangewinnung betrug nur noch 142 Tonnen, davon 51 Tonnen aus dem Revier Potůčky.
Die Senkungsbewegungen in der Altstadt waren zum Jahresende bei einer Gesamtabsenkung von 97 cm fast zum Stillstand gekommen.
Im Jahr 1958 wurden nur noch die anstehenden Erzreserven abgebaut und dadurch 18 Tonnen Uran gewonnen. Auch die Arbeiten im Revier Potůčky wurden zum Jahresanfang eingestellt. Die Exploitation des Objektes 01 wurde nach dem Abbau bzw. der Abschreibung aller Reserven Ende August des Jahres eingestellt. Am 24. September 1958 wurde mit der Flutung der 180-Lachter-Sohle begonnen.
Bis Mitte 1959 wurden noch Demontagearbeiten durchgeführt und die letzte Schicht am 12. Juni gefahren.
Innerhalb der Lagerstätte Johanngeorgenstadt wurden ca. 1000 km Aus-, Vorrichts- und Erkundungsbaue aufgefahren. Durch Vorrichtungs- und Abbaugrubenbaue wurden 7.391.600 m² Gangfläche aufgefahren. Insgesamt wurden von 1946 bis 1958 in der Lagerstätte ca. 3.770 Tonnen Uran gewonnen. Davon entfallen auf den deutschen Teil 3.585 Tonnen und auf den tschechischen Teil 185 Tonnen. Jáchymovské Doly förderte im Bereich Potůčky 18,1 Tonnen Uran.
Betrachtet man die Uran-Gewinnungsmengen bezogen auf die verschiedenen Sohlen, ist eine Zunahme der Erzmenge bis zur 78-Lachter-Sohle und eine Abnahme der Erzmenge in der weiteren Teufe erkennbar. Zwischen der 40-Lachter-Sohle und der 95-Lachter-Sohle wurden in einem Teufenintervall von 100 m mit 2.300 Tonnen Uran 64 Prozent der Gesamtmenge des Objektes 01 gewonnen.
In der Lagerstätte Johanngeorgenstadt wurden insgesamt 40 alte Stolln untersucht und teilweise genutzt sowie 11 neue Stolln und Querschläge aufgefahren. Weiterhin wurden 19 alte Schächte (davon 8 Blindschächte) genutzt sowie 32 Schächte (davon 21 Blindschächte) neu geteuft.

### Geologische Abteilung

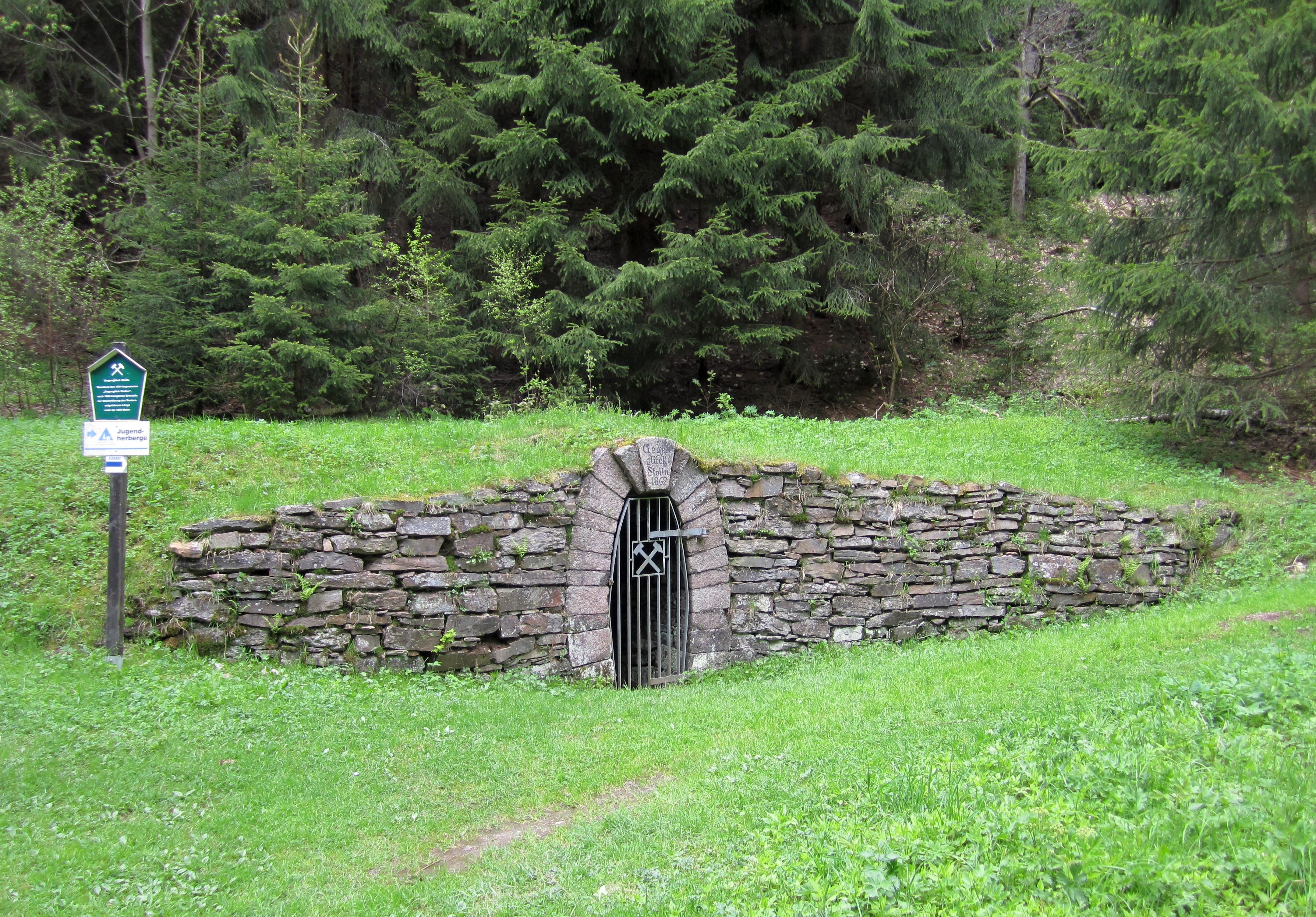
Gegenglückstolln

Die Aufgabe der Geologischen Abteilung bestand in der Vor- und Nacherkundung des zugängigen Grubenfeldes. Neben den Erkundungsarbeiten des Objekt 12 wurden dazu auch selbständig alte Grubenbaue aufgewältigt.
Weiterhin gehörten die Erkundung oberflächennaher Uranvererzungen im Zentralfeld sowie die Erkundung auf Vererzungen in den Randbereichen zum Aufgabengebiet.
Im Zentralfeld gehörten die Stolln Aaron, Treue Freundschaft, Gegenglück, Hanauer Lust, Dresdner, Neu Freiberger Glück (Schacht 17) und der Rosengarten-Stolln (Schacht 161) zum Verwaltungsbereich der Geologischen Abteilung.
Während der Rosengarten-Stolln im Jahr 1949 zum Grubenfeld des Schachtes 54 hinzu kam und ausgebaut bzw. nachgerissen wurde, waren die Erze im Neu Freiberger Glück-Stolln schon im Jahr 1950 abgebaut und der Stolln wurde abgeschrieben. In den übrigen Stolln konnte man keine gewinnbaren Erzvorräte nachweisen und die Erkundungen wurden dort eingestellt.
Zur Erkundung der Randbereiche der Lagerstätte wurden zwei Reviere gebildet, das Revier Himmelfahrt am hinteren Fastenberg und das Revier Oberjugel. Neben der geophysikalischen Untersuchung wurden auch verschiedene Stolln aufgewältigt, Schürfgräben gezogen, Flach- und Tiefschürfe angelegt sowie Bohrungen niedergebracht.
Im Revier Himmelfahrt wurden die Stolln Goldener Rat, Hohe Tanne und Rosina Charitas sowie das Grubenfeld Grauer Mann untersucht. Neben der Untersuchung dieser alten Stolln entwickelte sich auch eine groß angelegte Schürftätigkeit mittels Schürfgräben und Flachschürfen.
Ab dem Jahr 1950 begann man mit der Teufe von Tiefschürfen. Es wurden zehn Tiefschürfe mit einer Teufe zwischen 13 m und 44 m niedergebracht sowie zwei weitere Stolln aufgefahren. Die Arbeiten wurden schon 1951 wieder abgeschlossen und das Revier als „nicht bauwürdig“ eingestuft.
Auch im Revier Oberjugel wurde ab dem Jahr 1949 die Erkundung mittels Schürfgräben und Flachschürfen aufgenommen. Im weiteren Verlauf wurden vier Stolln (2, 3, 7 und 8) aufgefahren und zehn Tiefschürfe geteuft.
Mit dem im Mai 1952 begonnen Tiefschurf XIX erreichte man eine Teufe von 261,90 m. Im Januar 1954 wurde er an die Schachtverwaltung 51 übergeben.
Im Stadtgebiet von Johanngeorgenstadt wurde an der Georg-Baumgarten-Straße, im ehemaligen Grubenfeld Wildermann, der Tiefschurf XVI niedergebracht.
Im Zeitraum vom 1. August 1949 bis 1. November 1950 führte die Geologische Abteilung des Objektes 10 die Arbeiten im Revier Oberjugel aus.
Ab dem Jahr 1950 begannen auch die Untersuchungen im Gebiet Eibenstock. Hier wurden Schurf 12 und Schurf 13 niedergebracht.
Im Waldgebiet südlich vom Jägerhaus wurden die dort aufsetzenden und etwas Pechblende führenden Quarzgänge der kb-Formation mit zwei Schürfen (Schurf 19a und Schurf 21) auf drei Sohlen untersucht. Bis 1957 wurde dort 1 Tonne Uran gefördert. Im Schurf 19a wurden bei einer Gesamtteufe von 90 m zwei Sohlen (bei 26 m und 86 m Teufe) und im Schurf 21 bei einer Gesamtteufe von 132 m zwei Sohlen (bei 81 m und 125 m Teufe) aufgefahren. Auf der 86-m-Sohle des Schurfes 19a bestand eine Verbindung zum Schurf 21.
Ab 1955 begann eine neue Phase der Untersuchungsarbeiten. Geologische Erkundungsarbeiten fanden innerhalb der Schachtverwaltung 98 (auf der 3. Sohle im Stolln 3), Schachtverwaltung 235 (auf der 1. und 2. Sohle sowie die Auffahrung des Stollns 18) und Schachtverwaltung 332 (auf der 1. Sohle im Stolln 2) statt. Auch im Gebiet Gelenau wurde im Rahmen dieser Arbeiten 1 Stolln aufgefahren.
Weitere Untersuchungsarbeiten begannen an der alten Grube Menschenfreude und im Raum Pöhla. So wurde der Schurf 23 an der Grube Menschenfreude 1957 auf eine Teufe von 218 m niedergebracht und drei Sohlen (bei 89 m, 149 m und 209 m Teufe) aufgefahren. Es wurden mehrere Quarz-Fluorit-Karbonat-Gänge der kku-Formation untersucht. Die Vererzung trat im Kontakt mit den dort vorhandenen Skarnlagern auf. Bis 1960 wurden hier 2,7 Tonnen Uran gewonnen.
Im Raum Pöhla wurde 1957 in einem Steinbruch in Pöhla-Globenstein der Stolln 19 vorgetrieben und über ihn mit der Teufe des Blindschachtes 12 (158,3 m Teufe, fertiggestellt 1958) begonnen. Im Jahr 1957 wurde in einer Entfernung von 1,8 km nordöstlich des Steinbruches mit der Teufe des Schurfes 24 begonnen. Im Jahr 1959 wurde die Endteufe von 255 m erreicht. Bis zum Jahr 1960 wurden im Grubenfeld Pöhla-Globenstein über diesen Schurf drei Sohlen (bei 126 m, 186 m und 247 m Teufe) aufgefahren, wobei auf der 4 ½ Sohle (Teufe 126 m) eine Verbindung zum Blindschacht 12 hergestellt wurde. Bis zum Jahr 1960 wurden im Zuge dieser Erkundungsarbeiten insgesamt 454,5 kg Uranerz gewonnen.

### Eingesetzte Fördertechnik
Zu Beginn des Bergbaus durch die Wismut AG im Objekt 01 waren nur die aus dem Altbergbau stammenden Schächte 1, 2, 18 und 56 nutzbar, da sie bereits über elektrische Fördermaschinen verfügten. So befanden sich Trommelfördermaschinen auf Schacht 1 (in Betrieb ab 1913), auf Schacht 2 (in Betrieb ab 1941; Hersteller: Friedrich Schmiedel GmbH Niederwürschnitz) und auf Schacht 18 (in Betrieb ab 1936) sowie eine Turmfördermaschine auf Schacht 56 (in Betrieb ab 1934).
Die Schächte aus dem Altbergbau waren bis auf Schacht 2 und Schacht 55 tonnlägig. Alle hatten einen recht kleinen lichten Querschnitt von 3,0 m² bis 7,7 m², die nur die Erz- und Bergeförderung über Skipanlagen, aber keine Mannschaftsfahrung ermöglichten.
Die von der Wismut AG rekonstruierten Schächte 42, 60, 119 und 120 förderten nur mittels elektrischer Haspel aus geringen Teufen. Die rekonstruierten und teilweise weiter geteuften Blindschächte 1, 31 und 91 wurden jeweils mit je zwei Trommelfördermaschinen und die Blindschächte 31bis und 52bis mit einer Trommelfördermaschine ausgerüstet und förderten über Skipanlagen.
Die neu geteuften Schächte 51, 53, 54, 58, 122, 145 sowie die Blindschächte 157bis, 158bis und 290 waren Typenprojekte mit einem lichten Schachtquerschnitt von 12 m². Sie verfügten jeweils über zwei Fördermaschinen und förderten über eine Skipanlage und eine Gestellförderungen mit jeweils einem Hunt im Fördergestell.
Auch die Schächte 32, 39, 121 und 124 sowie die Blindschächte 157, 159, 188, 229, 284, 285, 286, 287 und 288 waren Typenprojekte mit einem lichten Querschnitt von 8,5 m². Diese Schächte förderten mit je einer Maschine mit einem Hunt im Fördergestell.
Die Blindschächte 183, 184, 228 und 289 hatten einen lichten Querschnitt von 13 m² und konnten somit mit einer Fördermaschine zwei Hunte im Fördergestell fördern.
Zum Einsatz kamen Fördermaschinen der Typen FW 13 (Fördergeschwindigkeit 3,25 Meter/Sekunde), FW 22 (Fördergeschwindigkeit 4 Meter/Sekunde) und TM 23 (Fördergeschwindigkeit 5 Meter/Sekunde).
Die Schachtkonstruktionen der alten, aber auch der neu geteuften Schächte, waren einfache Holzfördertürme. Sonderfälle waren nur Schacht 52 und Schacht 227, die beide schon mit eisernen Fördergerüsten ausgerüstet waren.
Der Schacht 52 hatte ein zweigeschossiges Vollwand-Strebgerüst und verfügte über eine Koepe Anlage mit einer Fördergeschwindigkeit von 10 Meter/Sekunde. Gefördert wurde mittels zweietagigen Fördergestells mit zwei Hunten pro Etage.
Der Schacht 227 besaß ein Vollwand-Doppelstrebgerüst und förderte mit zwei Trommelfördermaschinen vom Typ FM 3000 bei einer Fördergeschwindigkeit von 4 Meter/Sekunde. Gefördert wurde mit einer Skipanlage und einer Gestellförderung mit zwei Etagen, die jeweils Platz für einen Hunt boten.
Alle neuen Schächte wurden als Rechteckschächte geteuft und waren mit einem Bolzenschrotausbau versehen.
Die Fördermengen der Schächte waren sehr unterschiedlich. Sie reichten von 100 Tonnen/Tag (Schacht 2) bis 2000 Tonnen/Tag (Schacht 1 und Schacht 52).
Zum Einsatz kamen in der horizontalen Förderung auf vielen Sohlen des Altbergbaus, aber auch bei einigen Neuauffahrungen, Stirnkipper mit einer Spurweite von 450 mm und einem Volumen von 0,25 m³. Wo die Auffahrungsbreite es zuließ, wurde das Schienenmaß auf 600 mm vergrößert. Hier kamen Stirn- und Seitenkipper mit einem Volumen von 0,45 m³ zum Einsatz. Schon ab 1948 wurden Hunte mit einem Fassungsvermögen von 0,60 m³ eingesetzt. Um den Höhenunterschied zwischen den Mundlöchern der Stolln und den Bunkern zu überwinden, wurden im Schacht 57 und im Schacht 230 die Hunte mit einer Unterkettenbahn sowie im Schacht 30 mittels einer Konstruktion ähnlich einem Skilift jeweils über einen Bremsberg gefördert.
Als Zugmittel bei der Förderung wurden anfänglich hauptsächlich die vorhandenen Akkuloks eingesetzt und dazu wahrscheinlich auch das vom Altbergbau vorhandene weitläufige Streckennetz des Gnade-Gottes-Stollns (im Bereich von Schacht 18) sowie der Alfred-Erinnerungs-Stolln (im Bereich Schacht 2) genutzt.
Zusätzlich wurden in der Anfangszeit im Bereich von Schacht 30 (Neujahrstolln) auch Pferde zum Transport eingesetzt, deren Pferdestall sich ebenfalls am Schacht 30 befand.
Ab dem Jahr 1949 wurde das manuelle Befüllen der Hunte schrittweise durch den Einsatz der ersten Wurfschaufellader vom Typ PML 3 abgelöst.
Da der aufzufahrende Streckenquerschnitt erst ab dem Jahr 1949 auf ein lichtes Maß von 3,8 m² bis 4,2 m² vergrößert wurde, konnten erst ab diesem Zeitpunkt Akkuloks vom Typ Metallist eingesetzt werden. Diese Loks wurden im BBA Aue (vormals Hiltmann & Lorenz) gebaut. Die Akkulok Metallist wog 2,9 Tonnen und verfügte über eine Anzugskraft von 2,1 KN bei einer Höchstgeschwindigkeit von 6 km/h. Sie war mit ihrer geringen Breite (780 mm) und einem befahrbaren Kurvenradius von 5 m bestens für die kleinen Streckenquerschnitte und engen Kurvenradien geeignet.
Ab den Jahren 1950/51 wurden bei der Förderung auf einigen Hauptstolln (z. B. auf den Schächten 30, 61 und 185) auch Fahrdrahtloks bisher unbekannten Typs eingesetzt.

### Wetterführung
Ziel der Bewetterung ist neben der Frischluftversorgung vor Ort auch die Abführung der im Grubenbetrieb entstehenden Stäube und Aerosole und im Uranbergbau die Minderung der Radonbelastung für die Bergleute. Bei der Bewetterung unterscheidet man zwischen Hauptwetterführung über stationären Hauptgrubenlüfter an den Schächten und Sonderbewetterung mit Hilfe von transportablen Lüftern zur Bewetterung der Auffahrungs- und Arbeitsorte.
In den Anfangsjahren des Uranbergbaus konnten die Grubenbaue kaum zielgerichtet bewettert werden. Durch die zahlreich noch vorhandenen Tagesöffnungen der alten Stolln und Schächte gab es, zumindest auf und oberhalb der 25-m-Sohle nach oben eine ausreichende Wetterführung. Auf den tieferen Sohlen wurde noch das vorhandene Bewetterungssystem von der Sachsenerz AG genutzt.
Bei der Teufe der Schächte kamen in den ersten Jahren Bewetterungssysteme über Holzkästen zum Einsatz. Zur Bewetterung der Arbeitsorte nach dem Sprengen wurde die vor Ort anliegende Pressluft genutzt.
Gesetzliche Grundlage zu dieser Zeit waren die Allgemeinen Bergpolizeivorschriften für das Land Sachsen vom 27. September 1929 und die sich daraus ergebenden Sicherheitsvorschriften für Wetterführung und Schlagwetter sowie Geleucht- und Lampenwirtschaft aus dem Jahr 1932.
Ab 1949 gab es erste Sicherheitsvorschriften durch die Wismut AG, in denen für jeden in der stärkstbelegten Schicht gleichzeitig beschäftigten Arbeiter, eine Frischwettermenge von mindestens 3 m3/min Frischwetter gefordert wurden. Diese Vorschrift galt auch für die eingesetzten Pferde, für die 6 m3/min gefordert wurden.
Ebenfalls im Jahr 1949 wurden an Schacht 18 und Schacht 51 saugende Grubenlüfter installiert. Zur Bewetterung der Arbeitsorte wurde ein transportables Bewetterungssystem aufgebaut. Zum Einsatz kamen dabei blasende Radiallüfter mit einer Leistung von 2000 m3/min, 5000 m3/min bzw. 10.000 m3/min. und Lutten aus Pappe mit einem Durchmesser von 20 bis 30 cm.
Die ersten gesetzlichen Vorschriften der DDR zur technischen Sicherheit und dem Arbeitsschutz im Erzbergbau, in denen auch die Vorgaben für die Bewetterung geregelt waren, wurden am 30. Dezember 1952 erlassen. Nach dem Grubenbrand am 16. Juli 1955 auf der −480-m-Sohle im Füllortbereich des Blindschachtes 208bis erfolgte in der Wismut AG ein generelles Umdenken zum notwendigen Aufbau eines zentralen Bewetterungssystems in den Gruben. Auf das Objekt 01 hatte das keine Auswirkungen mehr, da die Bergarbeiten zu diesem Zeitpunkt durch die sich abzeichnende Erschöpfung der Lagerstätte stark rückläufig waren.

### Wasserhaltung
Bei der Wasserhaltung im Objekt 01 spielten bei einer durchschnittlichen Niederschlagsmenge von über 1000 mm/Jahr in der Zeit des Uranbergbaus die vorhandenen Stolln des Altbergbaus eine zentrale Rolle.
Der Zulauf an Wasser im gesamten Grubengebäude betrug jahreszeitabhängig zwischen 300 m3/h und 940 m3/h, wobei allein im Bereich zwischen der 78-Lachter-Sohle und der 120-Lachter-Sohle bis zu 170 m3/h bis 240 m3/h anfielen.
Auf der oberen und unteren Sohle fiel der Wasserzulauf mit 20 m3/h bis 90 m3/h wesentlich geringer aus.
Die zulaufenden Wässer drangen dabei hauptsächlich über die großen Bruchstrukturen (Irrgang, Rehhübel und Große Fäule) sowie durch die von der Tagesoberfläche bis teilweise bis zur 120-Lachter-Sohle bebauten Erzgänge in das Grubengebäude.
Ab dem Jahr 1947 wurden die abfließenden Wassermengen durch Hydrogeologen gemessen, beprobt und ausgewertet. Der dabei gemessene Urangehalt der Grubenwässer war mit 0,01 mg/l bis 1 mg/l Uran bei ca. 95 Prozent der Proben relativ hoch, nahm aber mit zunehmender der Teufe ab.
Für die Wasserhaltung der Schächte im Bereich der Neustadt waren besonders der Glockenklang-Stolln, der Treue-Freundschaft-Stolln, der Elias-Stolln und der Aaron-Stolln von Bedeutung. Bekannt sind hier beispielsweise maximale Abflüsse über den Treue-Freundschaft-Stolln von 78,7 m3/h und über den Aaron-Stolln von 108,5 m3/h.
Da das Schachttiefste mit Ausnahme von Schacht 58 auf dem Niveau des tiefsten Stollns lag, waren keine Pumpenanlagen notwendig.
Beim Schacht 58 mussten die anfallenden Wässer mit Pumpen von der 25-m-Sohle und 80-m-Sohle nach über Tage gehoben werden.
Im Bereich der Mittelstadt wurden für die Wasserableitung der Adolphus-Stolln, der Eleonora-Stolln, der Stolln Junger St. Georg und der Gnade-Gottes-Stolln genutzt. Hierbei flossen im Maximum über den Adolphus-Stolln 112 m3/h, den Eleonora-Stolln 236,7 m3/h und den Gnade-Gottes-Stolln 35 m3/h ab. Auch hier entwässerten die Schächte ohne eigene Wasserhaltung über die alten Stolln. Nur im Schacht 32 mussten die Wässer von der 170-m-Sohle bis auf die 25-m-Sohle gehoben werden und flossen über den Gnade-Gottes-Stolln ab.
Im Zentralrevier flossen die oberflächennahen Grubenwässer über den St.-Georg-Stolln, den Gnade-Gottes-Stolln, den Gegenglück-Stolln und den Rosengarten-Stolln ab. Bekannt sind hier Abflussmengen vom Rosengarten-Stolln mit 93 m3/h und vom St.-Georg-Stolln mit 260 m3/h.
Am Schacht 1 auf der 78-Lachter-Sohle, der 95-Lachter-Sohle und der 120-Lachter-Sohle befanden sich die Hauptwasserhaltungen des Zentralreviers. Die installierte Pumpenleistung betrug auf der 78-Lachter-Sohle 500 m3/h, auf der 95-Lachter-Sohle 700 m3/h und auf der 120-Lachter-Sohle 600 m3/h. Hier wurden alle anfallenden Grubenwässer unterhalb des St.-Georg-Stollns auf die 16-m-Sohle gehoben und gelangten über den Neujahrstolln in den Breitenbach. Über den Schacht 158bis wurden die Wässer von der 140-Lachter-Sohle auf die 120-Lachter-Sohle gehoben. Die installierte Pumpenleistung betrug hier 230 m3/h.
Im Bereich des Lehmergrundes/Jugel verfügten der Schacht 51 sowie der Schacht 124 über eigene Wasserhaltungen auf der 78-Lachter-Sohle, der 40-Lachter-Sohle und der 25-m-Sohle. Hier wurde das Wasser in den Lehmerbach und den Pechhöferbach gefördert.
Die installierte Pumpenleistung betrug am Schacht 51 260 m3/h und am Schacht 124 150 m3/h.
Nebenwasserhaltungen befanden sich am Schacht 229 (Wasserhebung von der 37-Lachter-Sohle auf das Niveau St.-Georg-Stolln), am Schacht 184 (Wasserhebung von der 66-Lachter-Sohle auf die 16-m-Sohle) und am Schacht 157bis (Wasserhebung von der 180-Lachter-Sohle, der 160-Lachter-Sohle und der 140-Lachter-Sohle auf die 120-Lachter-Sohle).
Nach der Einstellung des Bergbaus im Objekt 01 wurden die Gruben geflutet und man überließ die Wasserwegsamkeit sich selbst. Da die Mundlöcher der tiefsten Revierstolln, des Gnade-Gottes-Stollns und des St.-Georg-Stollns verbrochen waren, suchte sich das Wasser seinen Weg über den talabwärts beim Schacht 122 liegenden Glück-Auf-Stolln, dessen Mundloch bei 675 m über NN liegt. Hier gelangten die Grubenwässer in das Schwarzwasser. Da der Glück-Auf-Stolln über keine fahrbare Verbindung zum Revier verfügt, war die Wasserwegsamkeit gestört und unbekannt. Die Pegelschwankungen betrugen im Revier bis zu 9 m. Da eine Aufwältigung des Glück-Auf-Stollns nicht den nötigen Erfolg bringen würde, wurde das Problem der Wasserwegsamkeit im Jahr 2008 mit Entwässerungsbohrungen auf eine im Mundlochbereich gelegene tiefere Sohle langzeitsicher gelöst.
Um die Menge des anfallenden Wassers möglichst gering zu halten, wurden auch andere Stolln im Revier saniert, so der Elias-Stolln im Jahr 2011 und der Aaron-Stolln seit dem Jahr 2012.
Die anderen Stolln im Revier haben für die Entwässerung des Grubengebäudes keine Bedeutung mehr.

### Haldenwirtschaft
Die bei Vortrieb, Ausrichtung und Abbau anfallenden Bergemassen wurden, wenn möglich, in unterschiedlicher Form unmittelbar an den jeweiligen Schächten aufgehaldet. War vor Ort ausreichend Platz vorhanden, wurden nach dem Abschluss der Schüttung der Flachhalden auf den Flachhalden über Terrakonik-Anlagen entsprechende Spitzkegelhalden geschüttet (z. B. Schächte 32, 39, 42, 55, 56, 58, 60, 120 und 122).
Der weitaus größte Teil der Berge wurde, vor allem in den Anfangsjahren des Objektes 01, über die Stolln auf der 16-m-Sohle und auf der 25-m-Sohle gefördert.
Da im Bereich Wittigsthal keine Möglichkeit zur Aufschüttung von Halden bestand, mussten die Bergemassen auf ein Gelände nördlich von Johanngeorgenstadt transportiert und dort aufgehaldet werden. Der Transport der Bergemassen mittels Lastkraftwagen (LKW) reichte bald nicht mehr aus, so dass im Frühjahr 1947 in Wittigsthal mit dem Aufbau einer Haldenbahnanlage (Spurbreite 600 mm mit zweigleisig verlegten Hauptstrecken) begonnen wurde, welche den LKW-Transport ersetzte. An diese Haldenbahnanlage angeschlossen waren anfänglich der Schacht 1 über den Frisch-Glück-Stolln, die Schächte 30, 57, 61, 61bis und 62, der Bahnhof in Wittigsthal sowie die Halde im Külliggut.
Der Bahntransport erfolgte am Anfang mittels alter Dampflokomotiven verschiedener Typen und verschiedener Hersteller (z. B. Orenstein & Koppel und Henschel) sowie mit Feldbahnlokomotiven der k.k. Heeresfeldbahn (Kaiserlich Königlich Österreich). Für die Bergemassen wurden Feldbahnloren mit 2 m³ Inhalt verwendet.
Die gewonnenen Armerze wurden in Erzbunkern magaziniert und anschließend mit der Haldenbahn zur Verladung zum Bahnhof Wittigsthal verbracht. Mit Zügen der Reichsbahn erfolgte der Weitertransport wahrscheinlich in die Aufbereitungsanlage der Nickelhütte Aue (Objekt 100).
Mit der Inbetriebnahme der Aufbereitung Objekt 98 am Hang unterhalb des Stollns Treue Freundschaft im Jahr 1949, mussten mit der Haldenbahn auch die anfallenden Armerze der Schächte 30, 57, 61, 61bis, 185, 187, 230 sowie des Querschlages 6bis zu dieser Aufbereitung transportiert werden. Da die Aufbereitungskapazitäten des Objektes 98 nicht ausreichte, erfolgte teilweise auch ein Weitertransport in andere Aufbereitungsanlagen.
Die anfallenden Bergemassen wurden nun zunehmend zur Schüttung von Dämmen für die Absetzteiche der Aufbereitung verwendet.
Die 1949/50 neu in Betrieb genommenen Schächte 51 und 124 förderten die Bergemassen über Terrakonik-Anlagen auf die Hänge des Lehmergrundes und des Pechhöfergrundes. Der Schacht 145 verbrachte die Bergemassen über einen Schrägaufzug an den Hang des Schwarzwassertales.
Der am Mühlberg geteufte Schacht 53 förderte über zwei Terrakonik-Anlagen auf eine Hochhalde am Rande des Lehmergrundes. Am Schacht 61 wurde eine Flachhalde aufgeschüttet und der Schacht 54 förderte über zwei Terrakonik-Anlagen auf Spitzkegelhalden am Eleonora-Stolln.
Um die auf den Schächten 51, 54 und 124 geförderten Armerze zur Aufbereitung in das Objekt 98 bzw. zum Weitertransport in andere Aufbereitungsanlagen zum Bahnhof Wittigsthal zu transportieren, mussten diese Schächte an die Anlagen der Haldenbahn angeschlossen werden. In ihrer größten Ausdehnung hatte die Bahn eine Gleislänge von ca. 15 Kilometern.
Ab 1950 wurden die alten Lokomotiven der Haldenbahn durch neue Lokomotiven aus dem VEB Lokomotivbau Karl Marx Babelsberg (vormals Orenstein & Koppel) ersetzt. Um alle Transporte abwickeln zu können, waren auf dem Höhepunkt des Uranbergbaus im Objekt 01 ca. 20–25 Lokomotiven im Einsatz. Die tatsächliche Anzahl der Dampfloks lag mit Sicherheit weit höher, da sie einem hohen Verschleiß und somit einer hohen Reparaturanfälligkeit unterlagen.
Mit der Inbetriebnahme der Schächte 52 und 227 und der Förderung eines Teils der Bergemassen und Armerze über diese Schächte, sollte die Haldenbahnförderung stark eingeschränkt und ab 1956 ganz eingestellt werden. Tatsächlich blieb sie aber bis 1957 in Betrieb, da die Förderkapazitäten der Schächte 52 und 227 nicht ausreichten.
Die Schächte 52 und 227 verfügten jeweils über zwei Terrakonikanlagen und förderten auf eine Hochhalde am Lehmergrund. Da diese Halde aber auch am Rande der Altstadt von Johanngeorgenstadt lag, war der Schüttraum in diese Richtung begrenzt. Die Bergemassen wurden deshalb mit einem Grubenzug auf dem Haldenplateau zur jeweiligen Kippstelle gefahren und gleichmäßig verteilt.
Insgesamt wurden ca. 7,7 Mio. m³ Bergemassen aufgehaldet sowie 1,4 Mio. m³ Aufbereitungsrückstände in zwei Schlammteichen verspült.
Während einige Halden (18, 32, 39, 42, 56, 58, 60, 119, 120 und 121) nach dem Ende der Bergarbeiten nur eingezäunt wurden, begann man anderen Halden zu rekultivieren. So wurden in den folgenden Jahren die Halden der Schächte 51, 54, 55, 124, 145 und Schurf XIX abgeflacht und aufgeforstet.
Die Halden der Schächte 52, 53 und 227 wurden zu einem einzigen Haldenkomplex formiert und abgeflacht. Die Ostböschung der Halde wurde entlang der Eibenstocker Straße bis an die heutige Hospitalstraße geschoben und somit auch der Schachtpunkt von Schacht 227 und die Hohe Gasse überdeckt. Zum Abschluss der Arbeiten wurde die gesamte Halde aufgeforstet.
Die Böschungshalden von Schlammteich 1 wurden zum Teil zu Schotter verarbeitet und an den Staatsforst verkauft. Das Absetzbecken selbst diente als Hausmülldeponie. Nach der Auffüllung wurde der Schlammteich 1 mit den Haldenmassen von Schacht 32 abgedeckt und begrünt.
Der Schlammteich 2 wurde bis zum Jahr 1977 als Freibad und anschließend bis zum Jahr 2000 als Kreismülldeponie genutzt. Nach dem Jahr 2000 wurde dort von verschiedenen Wismut-Altstandorten belastetes Material eingebaut und der Schlammteich 2 im Jahr 2008 abschließend verwahrt.
Ab dem Jahr 2003 wurde begonnen, verschiedene Halden (z. B. Halden der Schächte 18, 39 und 120) zu sanieren. Verschiedene Halden (z. B. Halden von Schacht 53 und Schacht 54 sowie die Ostböschung Zentralschachthalde) wurden von Bewuchs befreit und ein weiteres Mal saniert. Die Halde des Schachtes 18 wurde abgetragen und im Westplateau der Zentralschachthalde (im Bereich Schacht 53) eingebaut. Die Ostböschung der Zentralschachthalde wurde einer Radonsanierung unterzogen. Saniert wurden ebenfalls die Halde von Schacht 120 und eine Halde von Schacht 39. In die Halde von Schacht 54 wurden Teile der in der Stadt lagernden Aufbereitungshalde eingebaut und die Halde abschließend saniert.

### Bergschäden
Analog zu der Umsiedlungsaktion in Oberschlema drängte die Wismut AG auch in Johanngeorgenstadt ab dem Jahr 1951 auf eine Umsiedlung der Bewohner der Altstadt und den Abriss der dortigen Gebäude.
Auf Anweisung des Ministerpräsidenten der DDR, Otto Grotewohl, vom 10. September 1951 wurde ein Sonderkommissariat zur Regelung der Siedlungsfragen in den sächsischen Erzbergbaugebieten gegründet. Ziel war die Umsiedlung der Bevölkerung aus den Bodensenkungsgebieten. Die rechtliche Grundlage dazu bildete die Verordnung zur Ausführung des Allgemeinen Berggesetzes des Königreiches Sachsen vom 31. August 1910.
Zu diesem Zeitpunkt waren die Auswirkungen des Bergbaus auf die Johanngeorgenstädter Altstadt nicht absehbar. Im Dezember 1951 wurde durch den Otto Grotewohl direkt unterstellten und mit allen Vollmachten ausgestatteten Sonderkommissar Walther Kirsten in Zusammenarbeit mit der Wismut AG eine Räumungszone mit einer Fläche von ca. 90 ha festgelegt. Vom geplanten Abriss betroffen waren insgesamt 431 Häuser mit etwa 5600 Einwohnern, fünf größere Betriebe, 199 kleinere Gewerbebetriebe, 26 Kleinbauern und fast alle öffentlichen Einrichtungen der Stadt. Ende 1952 wurde die Räumungszone durch die Verantwortlichen nochmals präzisiert. Betroffen waren jetzt nur noch 412 Häuser.
Da es in der näheren Umgebung von Johanngeorgenstadt keine Möglichkeit zur Unterbringung der Umsiedler gab, wurde der Beschluss zum Aufbau der Neustadt gefasst. Das von Kirsten vorgeschlagene Projekt mit geschätzten Kosten von 56 Millionen Mark wurde von Walter Ulbricht und Otto Grotewohl abgelehnt. In dem von Kirsten überarbeiteten Projekt wurde die Investitionssumme auf 24 Millionen Mark zusammengestrichen. Man ging nun nicht mehr vom vollständigen Abriss der Altstadt aus und benötigte somit nur noch 1100 statt der 1500 geplanten Wohnungen. Weiterhin fielen der Neubau des Rathauses, des Finanzamtes, der Post und des Volkspolizeikreisamtes aus den Planungen heraus. Diese Einrichtungen sollten in 60 zusätzlich gebauten Wohnungen untergebracht werden. Auch zwei Hotels, eine Schule, ein Kindergarten und weitere Sozialeinrichtungen (Pionierheim, Jugendheim, Sportstadion, Berufsschule und Volksbücherei) waren nicht mehr Bestandteil der Planungen.
Baustart für dieses Projekt war am 20. Februar 1952 und als Fertigstellungstermin war der 1. November 1952 geplant. In Anbetracht dieser Planung wurde auch der Zeitrahmen für die Räumung der Altstadt auf den Zeitraum zwischen dem 1. Dezember 1952 und dem 31. März 1953 gelegt. Da dieser Zeitrahmen von vornherein zu eng gefasst war, konnten die ersten Wohnungen in der Neustadt erst am 20. Juli 1953 bezogen werden.
Vor dem Hintergrund zu optimistisch eingeschätzter Erzvorräte und der dafür vorgesehenen Abbauflächen auf den oberen Sohlen zeichnete sich Anfang 1953 ab, dass die Senkung der Altstadt nicht solch dramatische Ausmaße wie in Oberschlema erreichen würde. Dies führte dazu, dass die Grenzen des zu räumenden Gebietes durch die Verantwortlichen und die Wismut AG immer wieder geändert wurden und man bei der Räumung der Altstadt keine Eile an den Tag legte. Die Räumung verlief zu diesem Zeitpunkt auf freiwilliger Basis und so waren im Juni 1953 erst vier Häuser geräumt.
Mit der Fertigstellung der ersten Wohnblocks in der Neustadt wurde die Räumung der Altstadt beschleunigt. Geräumt werden sollten nunmehr 440 Häuser, da die Grenzen des zu räumenden Gebietes wieder geändert wurden. Mit der Auflösung des Sonderkommissarias zur Regelung der Siedlungsfragen in den sächsischen Erzbergbaugebieten zum 31. Juli 1956 wurden die einzelnen Bezirke für diese Aufgaben zuständig. Bis zum Jahresende 1956 waren etwa 3480 Einwohner umgesiedelt worden.
Durch Verkleinerung des Räumungsgebietes, aber auch durch den Widerstand von betroffenen Einwohnern wurden bis zum Abschluss der Aktion im Jahr 1957 nur 319 Häuser geräumt und ca. 4000 Einwohner umgesiedelt.
Mit dem Abbruch des Verwaltungssitzes des Objektes 12 begann im Dezember 1953 der Abriss der Altstadtbebauung. Der Fortgang der Abbrucharbeiten ging nur schleppend voran, da den beteiligten Firmen die nötigen Arbeitskräfte fehlten. So standen Ende 1957 immer noch 102 zum Abriss freigegebene Gebäude. Nach dem Abriss der Häuser wurden ab 1960 entlang der Straßen Alleebäume gepflanzt, während auf den Brachflächen der 2013 in großem Umfang gefällte Wald aufgeforstet wurde.
Über der Lagerstätte war an der Erdoberfläche ein sich von Süd nach Nord erstreckender Senkungstrog mit einer Ausdehnung von ca. 2 km in der Länge und etwa 1 km in der Breite entstanden. Es haben sich zwei Trichter mit einer Absenkung von 1,06 m bei (50° 25′ 46,1″ N, 12° 43′ 33,4″ O) und von 0,70 m bei (50° 26′ 4,6″ N, 12° 43′ 24,2″ O) herausgebildet. Die Senkung erreichte im Jahr 1956 ihren Höhepunkt und war 1959 schon deutlich abgeklungen. Bedingt durch die laufenden Sanierungsarbeiten lebte die Senkungsbewegung wieder auf.